# Winx Club
Winx Club è una serie animata italiana creata da Iginio Straffi e prodotta da Rainbow in co-produzione con Rai Fiction e, durante le stagioni 5–7, anche con Nickelodeon.
Il primo episodio è stato trasmesso in prima visione assoluta il 28 gennaio 2004 su Rai 2; a partire dal 31 luglio 2014 la trasmissione in prima TV è stata spostata su Rai Gulp, mentre dal 15 aprile al 17 settembre 2019 essa è continuata su Rai Yoyo.
La serie animata segue la storia di una giovane fata di nome Bloom, leader del Winx Club, gruppo formato insieme a: Stella, Flora, Musa, Tecna e, successivamente, Aisha. Le Winx studiano e vivono presso il miglior college per aspiranti fate, Alfea, situato nel magico mondo di Magix, all'interno della Dimensione Magica. Le sei protagoniste, durante il tempo trascorso all'interno del collegio, si ritroveranno più volte ad affrontare pericolosi avversari e a salvare l'Universo; ma, tra battaglie e incantesimi, vivranno anche giornate di felicità e malinconia, con i relativi problemi sentimentali, proprio come accade alle normali adolescenti.
Il successo della serie, distribuita in 150 paesi, ha generato un vero e proprio franchise, che include un omonimo fumetto, tre film d'animazione in CGI, quattro film per la TV, due spin-off animati (PopPixie e World of Winx), una serie live action (Fate: The Winx Saga), una serie reboot (Winx Club: The Magic Is Back), svariati tour e un vasto assortimento di merchandising.

## Trama
Il cartone animato racconta la storia di una giovane fata chiamata Bloom, leader del Winx Club, gruppo formato insieme a: Stella, Flora, Tecna e Musa. 
Durante la seconda stagione, Aisha diventa un membro del gruppo e, soltanto ed esclusivamente nella quarta stagione, Roxy entra a far parte del club anche se non diventerà mai una vera Winx ma appare solo in alcuni episodi. Le Winx studiano e vivono presso il miglior college per aspiranti fate, Alfea, situato nel magico mondo di Magix e precluso ai comuni esseri umani. Le giovani fate, durante il tempo trascorso all'interno del collegio, si ritrovano ad affrontare pericolosi avversari e a salvare la Dimensione Magica, nel corso della serie ottengono nuove forme e salvano vari mondi del universo; ma, tra battaglie e magie, vivranno anche giornate di felicità e malinconia, con i relativi problemi di cuore, proprio come accade alle normali adolescenti.

### Prima stagione
Bloom è una sedicenne dai capelli rossi che vive a Gardenia, una città della Terra, con il padre Mike, un vigile del fuoco, la madre Vanessa, una fioraia, più il suo amato coniglietto Kiko. La vita da normale adolescente della fanciulla muta totalmente all'incontro nel parco con Stella, fata del Sole e della Luna, giunta sulla Terra per sfuggire dalle grinfie di un orco, Knut. La terrestre, tentando di soccorrere la ragazza, libera un potere magico di cui era ignara; Bloom, infatti, è ciò che sogna di essere da sempre: una fata. Stella le propone di iscriversi al miglior college per aspiranti fate di Alfea, a Magix, già frequentato da lei. La giovane fata accetta, e, dopo aver ottenuto il permesso dai genitori, si trasferisce nel collegio di Alfea, nella Dimensione Magica, dove incontra Flora, fata della Natura, Musa, fata della Musica e Tecna, fata della Tecnologia con le quali, insieme a Stella, dà vita a un gruppo di nome Winx Club. Le cinque fate incontrano: Sky, Brandon, Timmy e Riven, gli Specialisti, un gruppo di giovani guerrieri, studenti di Fonterossa, che diventano rispettivamente l'interesse amoroso di: Bloom, Stella, Musa e Tecna. Le cinque fanciulle, inoltre, si ritrovano ben presto ad affrontare le pericolose Icy, Darcy e Stormy, le cosiddette Trix, un trio di streghe, studentesse di Torrenuvola, alla ricerca della Fiamma del Drago, la sorgente di energia con cui il mistico Grande Drago generò l'intero Universo. Le tre streghe, inizialmente, prendono di mira il prezioso anello-scettro di Stella, ma durante una prova scolastica, le Trix attaccano l'indifeso Kiko, provocando l'ira di Bloom la quale libera un misterioso potere magico che si rivela essere proprio quello cercato da tempo dalle tre streghe. La protagonista, quindi, apprende di essere l'ultima erede al trono di Domino, un regno ridotto a una gelata landa deserta dalle Tre Streghe Antenate, intente a rubare la Fiamma del Drago dell'allora bambina Bloom. La piccola fata fu salvata grazie all'intervento della sorella maggiore Daphne, la quale, prima di perire, trasferì la bambina sulla Terra, precisamente a Gardenia, dove fu ritrovata da Mike che, insieme a Vanessa, adottò la speciale bambina. Le malefiche Trix, intenzionate a proseguire la missione iniziata dalle Tre Streghe Antenate e governare così l'Universo grazie alla Fiamma del Drago, cercano di portarla via a Bloom, attaccando i genitori adottivi della ragazza, la quale, indebolita, permette loro di impossessarsi del potere magico. Le giovani streghe, divenute invincibili, prendono possesso di Torrenuvola ed evocano la terribile Armata Oscura, assoggettando a loro l'intero mondo di Magix. Bloom, quindi, giunge nelle profondità di Roccaluce, chiamata dal fantasma di Daphne, la quale le mostra, tramite una visione, che i poteri magici, così come i ricordi dell'infanzia, non possono esserle sottratti, perché le appartengono indissolubilmente e soltanto lei è in grado di gestirli. L'aspirante fata, ritrovata la fiducia in se stessa, è pronta ad affrontare le tre streghe; dopo una grande battaglia che coinvolge l'intero pianeta, Bloom, grazie al supporto delle Winx, riesce a battere le Trix e a riportare la pace nella Dimensione Magica. Ora la fanciulla è intenta a cercare i genitori biologici, i quali, dopo la lotta con le Tre Streghe Antenate, scomparvero nel nulla.

### Seconda stagione
Una nuova fata giunge ad Alfea, Aisha, fata dei Fluidi, in cerca di soccorso dopo aver rischiato la vita per salvare delle piccole creature chiamate Pixie dalle grinfie di Lord Darkar, la perfida Fenice d'Ombra. Bloom, Stella, Sky e Brandon partono con lei per liberare le piccole fatine, ma si ritrovano ad affrontare le Trix, evase da Roccaluce, dove erano prigioniere, grazie a Darkar, che dona loro un nuovo potere magico, il Gloomix. Le tre streghe si alleano così con il nuovo nemico, che è intento a impossessarsi delle quattro parti che compongono il Codex, un magico artefatto i cui pezzi sono custoditi all'interno dei tre college di Magix e nel Villaggio delle Pixie, ragione per cui queste ultime sono state catturate. A soccorrere i cinque giovani e a liberare le Pixie è un misterioso guerriero, Avalon, il quale si rivela essere un nuovo professore di Alfea. I giovani eroi ritornano ad Alfea con le Pixie, con le quali avviene il Bonding, uno speciale legame magico che si crea tra una fata e una Pixie: Bloom instaura il Bonding con Lockette, Stella con Amore, Flora con Chatta, Musa con Tune; Tecna con Digit; Aisha, invece, aveva già instaurato lo speciale legame magico con Piff. Con l'inizio del nuovo anno scolastico, Aisha, dopo qualche battibecco con Stella, entra a far parte del Winx Club, mentre Flora incontra lo specialista Helia, il quale diviene l'interesse amoroso della ragazza. Grazie ad Avalon, inoltre, Bloom acquisisce preziose informazioni riguardo ai genitori naturali. Intanto, le Trix riescono a impadronirsi dei quattro pezzi del codice e a portarli a Darkar, intento a ottenere il Potere Ultimo del Relix. Per batterlo, le Winx ottengono la magia Charmix e apprendono la tecnica per l'Incantesimo di Convergenza. Il risveglio della Fenice d'Ombra, sorgente di energia opposta a quella della Fiamma del Drago, insieme all'influenza di Avalon, che si rivela essere un clone del reale insegnante, porta Bloom a una radicale trasformazione, fino a diventare Bloom Oscura, l'alter ego malvagio e apparentemente invincibile della fata di Domino. A Darkar, infatti, serve il potere magico della Fiamma del Drago, oltre che dei pezzi del Codex, per raggiungere il proprio traguardo. Il grande amore di Sky, insieme al profondo legame di amicizia con le compagne, riporta la fata alla normalità, la quale libera la rabbia contro Darkar, che viene ridotto in cenere grazie a un incantesimo di Convergenza delle Winx.

### Terza stagione
L'ultimo anno scolastico attende le Winx ad Alfea, le quali si ritrovano ad affrontare un nuovo pericoloso nemico, Valtor, uno stregone che nacque da una piccola parte della Fiamma del Drago persa nell'oscurità e plasmata dalle Tre Streghe Antenate in tempi antichi. Lo stregone, esiliato all'interno della Dimensione Omega, viene liberato dalle Trix, ora che anche loro vi sono state esiliate; alleatosi, i prigionieri riescono a evadere dalla reclusione. Valtor attacca il pianeta Andros, marchiandone gli abitanti dell'oceano e tramutandoli in mostri orribili al proprio servizio; dopodiché, lo stregone, non essendo più così forte come una volta, si reca su Solaria e assorbe un raggio del Secondo Sole del regno, diventando più potente. Bloom incontra Valtor e quest'ultimo le racconta di essere il responsabile della scomparsa dei genitori naturali della ragazza, rivelandole in principio di averli assassinati e successivamente di averli incorporati dentro di sé. Intanto, la preside Faragonda chiede alle studentesse di Alfea di adoperarsi per ricevere la magia suprema: l'Enchantix, accompagnata dalla Polvere di Fata; per ottenerla, però, bisogna superare una prova degna di una fata, salvando un abitante del proprio pianeta. Una fata dopo l'altra, Aisha, Stella, Musa, Flora e Tecna, acquisiscono l'ambito potere magico salvando coloro che amano, mentre Bloom l'ottiene grazie alla forza di volontà, ma di conseguenza la magia Enchantix della ragazza è incompleta. Inoltre, Aisha incontra il proprio promesso sposo, Nabu, un mago di Andros. Valtor e le Trix s'impadroniscono di Torrenuvola, carcerando la preside Griffin e stregando le studentesse. Per poter battere lo stregone, il quale ambisce a impossessarsi dei più grandi incantesimi della Dimensione Magica per poterla così governare, le Winx si recano presso il mistico Regno Dorato, dove Stella, Musa e Tecna ricevono da Arcadia le Stelle d'Acqua, la sorgente di energia opposta della Fiamma del Drago, energia di cui è composto Valtor. Bloom, possedendo la Fiamma del Drago, rischia di perdere il proprio potere magico o addirittura la propria vita utilizzando le Stelle d'Acqua, ma non si dà per vinta. Le fate irrompono a Torrenuvola per interrogare i fantasmi delle Tre Streghe Antenate; Valtor dona alle Trix la magia Disenchantix per affrontare le Winx, ma invano. Le Tre Streghe Antenate raccontano a Bloom che Valtor mente riguardo ai sovrani di Domino e che questi ultimi sono vivi, ma persi da qualche parte della Dimensione Magica: ora la fata è pronta ad affrontarlo. Valtor, che minaccia il mondo di Magix con l'incantesimo dei quattro elementi, ritorna alla sua forma originaria, ovvero un demone mostruoso; le Trix, indignate, lo abbandonano durante la battaglia contro le Winx, le quali utilizzano le Stelle d'Acqua per annientarlo. Lo stregone, tuttavia, sopravvive all'attacco; infine, però, Bloom riesce a estinguere l'essenza magica dell'avversario grazie alla Fiamma del Drago e alla Polvere di Fata, cosicché Valtor scompare dalla Dimensione Magica.

### Quarta stagione
Le Winx diventano insegnanti di Winxologia ad Alfea. Un gruppo di cacciatori di fate, gli Stregoni del Cerchio Nero, irrompe nel college alla ricerca dell'ultima fata della Terra, che identificano in Bloom. I quattro stregoni cercano di rubarle le ali e assorbirne i poteri magici, ma invano: la fata, non avendo radici terrestri, non oltrepassa il Cerchio Nero. La preside chiede alle Winx di cercare e proteggere colei che non sa di essere l'ultima fata della Terra e di riportare la magia sul pianeta. Le giovani fate si recano così a Gardenia; qui, per far sì che la gente ritorni a credere alla magia, aprono il centro adozioni chiamato Love & Pet, dove i terrestri potranno adottare dei piccoli cuccioli magici, creati da Flora a partire da peluche destinati al macero. Le sei fate incontrano ben presto l'ultima fata terrestre, Roxy; proprio grazie a lei, la quale inizia a credere nella magia e nelle fate, le Winx acquisiscono la magia Believix, che permette loro di infondere virtù nel cuore dei terrestri e avere così più forza e potere contro i nemici. Faragonda rivela alle Winx che Roxy non è l'unica fata del pianeta: le fate terrestri, infatti, erano state recluse molto tempo fa dai cacciatori di fate sull'isola di Tír na nÓg. Le fanciulle, recuperato il Cerchio Bianco, ovvero l'ultima chiave per il regno delle fate terrestri, riescono a liberare queste ultime; con amarezza, però, scoprono che, guidate dalla regina Morgana, le fate terrestri sono intenzionate a vendicarsi sia dei cacciatori di fate che le avevano rese prigioniere, sia degli esseri umani che avevano smesso di credere in loro, indebolendole. Per poter affrontare le Fate Maggiori e salvare la Terra, prima tramutata in una giungla da Diana, poi attaccata da una glaciazione da parte di Aurora, le Winx ottengono dalle Tre Fate Eteree i Doni del Destino; il primo è il Dono della Sapienza, chiamato Sophix, il secondo è il Dono del Coraggio, Lovix, il terzo è invece il terribile Dono Nero; le fanciulle riescono così a salvare il pianeta e a dissuadere le fate terrestri dall'intento di vendicarsi. Durante la cerimonia di resa degli stregoni, però, questi ultimi aprono un portale verso l'oblio atto a risucchiarvi le fate terrestri; Nabu allora utilizza i propri poteri magici per chiudere il vortice, salvando le fate, ma ritrovandosi in punto di morte. Aisha invoca il Dono Nero per salvarlo, ma Ogron glielo sottrae e lo usa su un fiore appassito, causando la morte del mago di Andros. Aisha, accecata dall'odio verso gli stregoni, si allea con Nebula, Fata Maggiore della Guerra, per vendicarsi di loro, ma le Winx riescono ben presto a riportarla sulla retta via. Così, riunitasi alle compagne, Aisha sconfigge gli stregoni, i quali restano intrappolati nella Dimensione Omega grazie a un incantesimo di Convergenza delle Winx e Nebula; quest'ultima, pentitasi, ritorna a essere la Fata Maggiore della Pace che era un tempo e viene incoronata nuova regina delle fate terrestri: infatti, Morgana rivela di essere la madre di Roxy e ritorna a vivere a Gardenia.

### Quinta stagione
Le giovani fate del Winx Club si ritrovano ad affrontare un nuovo insidioso avversario: Tritannus, il tritone principe delle acque di Andros, nonché il cugino di Aisha, diventato un mostro mutante a causa dell'inquinamento proveniente dalla Terra, il cui intento è quello di trasformare gli abitanti della Dimensione Magica in mostri mutanti e di regnare sull'Oceano Infinito. Per raggiungere tale traguardo, si allea con le Trix, rendendole più forti e potenti. La magia Believix delle Winx non è sufficiente per affrontare il nemico sott'acqua, per cui le fate cercano di ottenere la magia Sirenix, grazie alla quale potranno battere Tritannus e accedere all'Oceano Infinito. Le fate cercano così il Libro Sirenix, che dà loro gli indizi per superare delle prove che permetteranno alle fanciulle di acquisire tale potere magico; per riuscire nella missione, le Winx ottengono dal libro la magia Harmonix e una Sirenix-Box a testa, ciascuna contenente all'interno una Guardiana del Sirenix, la quale, dopo che la propria fata avrà favorito il destino, esaudirà un desiderio di quest'ultima. Durante la missione, le Winx incontrano piccole creature acquatiche chiamate Selkie, con le quali instaurano il Bonding, uno speciale legame magico che restituisce alle Selkie i poteri magici rubati in precedenza da Tritannus; Bloom instaura il Bonding con Serena, Stella con Illiris, Flora con Desiryee, Musa con Sonna, Tecna con Lithia ed Aisha con Lemmy. Le fate superano le prove del libro magico entro il tempo richiesto e ripristinano la Sorgente del Sirenix, ottenendo così l'ambita magia. Tritannus, tuttavia, dona alle Trix la magia Sirenix rubata a Daphne, l'ultima fata ad averla ottenuta prima delle Winx. Il perfido tritone prosegue il proprio piano, recandosi presso il Pilastro della Luce e il Pilastro dell'Equilibrio, impadronendosi di ciascun sigillo con cui attivare il Trono dell'Imperatore, a esclusione del sigillo del Pilastro del Controllo; le Winx, infatti, riescono a stabilizzare ciascun Pilastro e ad anticipare Tritannus annientando il sigillo dell'ultimo Pilastro. Dopodiché, le giovani eroine ritrovano il Respiro dell'Oceano, una gemma magica in grado di purificare gli oceani dall'inquinamento terrestre. Durante la battaglia finale, Tritannus ruba la magia Sirenix di Aisha per attivare il Trono dell'Imperatore, ma attivandolo perde la ragione e abbandona le Trix all'interno dell'Oceano Infinito. Bloom, insieme a Nereus, il tritone principe delle acque di Andros, nonché fratello gemello di Tritannus, riesce a sconfiggere quest'ultimo, il quale, per punizione, viene esiliato nel Portale dell'Oblio. La protagonista, avendo favorito il destino, può esaudire un desiderio grazie alla propria Guardiana del Sirenix: rompere la maledizione del Sirenix, restituendo così i poteri magici ad Aisha e a Daphne; quest'ultima, annullato il maleficio, ritorna finalmente in vita.

### Sesta stagione
Una nuova studentessa giunge a Torrenuvola: Selina, una giovane strega proveniente dalla Terra, nonché migliore amica d'infanzia di Bloom, che possiede un misterioso libro chiamato Legendarium, in grado di rendere realtà le creature dei miti e delle leggende scritti all'interno di esso. Le Trix prendono possesso di Torrenuvola, tramutando Griffin in un corvo e alleandosi con Selina; il piano delle tre streghe è quello di impadronirsi dei college della Dimensione Magica, approfittando del libro appartenente all'apprendista strega. A parte Bloom, le Winx, in una battaglia contro Selina e le Trix, perdono i propri poteri magici, che vengono risucchiati dal Legendarium. La protagonista, quindi, dona loro una gemma contenente una piccola parte della Fiamma del Drago, grazie alla quale, dopo aver compiuto un'azione buona e coraggiosa, potranno guadagnare la magia Bloomix. Una fata dopo l'altra, le Winx ottengono il potere magico in questione. Per porre fine al malefico piano di Selina e delle Trix, le Winx cercano un metodo per poter sigillare il Legendarium, scritto nel diario di Eldora, la Fata Madrina. Daphne parte assieme a loro per un avventuroso viaggio attraverso la Terra, passando prima per Alessandria d'Egitto, dove ritrovano il diario di Eldora, poi per la Grande Muraglia Cinese, dove incontrano l'ultimo domatore di draghi, un vecchio amico della Fata Madrina. Le giovani fate, quindi, apprendono che ora Eldora vive a Gardenia, riuscendo così a incontrarla; quest'ultima rivela alle Winx che, per sigillare per sempre il Legendarium, avranno bisogno della magia Mythix, racchiusa all'interno di bacchette magiche custodite da Nebula, a Tír na nÓg. Le Winx superano la prova che permette loro di impossessarsene, ottenendo così il suddetto potere magico ed entrando nel mondo del Legendarium; qui dovranno cercare degli artefatti magici che occorrono a forgiare la chiave per sigillare il libro magico, accompagnate da Daphne, dagli Specialisti e dai Paladini, le giovani eroine partono alla ricerca, prima dello Smeraldo della Fantasia, sull'Isola di Calavera, in Messico, poi della Lancia Argentea, nella Foresta di Fearwood, in Canada, riuscendo nella missione. Eldora forgia finalmente la chiave; Selina, tuttavia, riesce a rubare una piccola parte della Fiamma del Drago di Bloom, con la quale libera Acheron, il pericoloso creatore del Legendarium, all'interno del quale vi era rimasto intrappolato. Lo stregone risucchia la magia di Magix all'interno del libro magico, ma Bloom riesce a sconfiggerlo e a rinchiuderlo nella Scatola dell'Infinito, ripristinando così la magia della Dimensione Magica. Selina, pentitasi degli errori commessi, riesce infine a sigillare il Legendarium per sempre, al cui interno restano intrappolate le Trix. La ragazza rinsalda così il vecchio legame di amicizia con Bloom e ritorna a essere l'allieva di Eldora come lo era un tempo. Ritornata la pace, Daphne convola a nozze con Thoren.

### Settima stagione
All'interno del Parco Naturale di Alfea, un misterioso rapace cattura uno scavatalpa, l'ultimo esemplare della specie, praticamente estinta. Ciascun Animale Fatato custodisce un segreto; affinché scoprano quello degli scavatalpa, Faragonda porta le Winx e Roxy nella Sala dei Ricordi, dove ciascuna di loro riceve una Pietra dei Ricordi, grazie alla quale potranno andare nel passato e cercare gli scavatalpa. Le giovani fate giungono così nel passato, ad Alfea, dove incontrano Faragonda, giovane studentessa. Durante l'esame di Metamorfosimbiosi, una studentessa supera la prova trasformandosi nel rapace incontrato in precedenza dalle protagoniste; è Kalshara, la quale si impossessa della Magia Selvaggia per poter ottenere il Potere Ultimo degli Animali Fatati, infondendola, inoltre, al fratello Brafilius, entrambi diventano così dei mutaforma. Le giovani eroine riescono a salvare gli scavatalpa dai nemici e la natura dona alle Winx la magia Butterflix come ricompensa per aver protetto gli Animali Fatati. Dopodiché, le fanciulle ritornano nel presente, dove apprendono il segreto degli scavatalpa: per ottenere il Potere Ultimo, devono cercare l'Animale Fatato con il primo colore dell'universo. Durante la missione, ciascuna fata incontra l'Animale Fatato con il quale instaura il Bonding: Bloom instaura lo speciale legame magico con Elas, Stella con Shiny, Flora con Amarok, Musa con Critty, Tecna con Flitter ed Aisha con Squonk. Le creature fatate delle ragazze, in realtà, non sono altri che i custodi del Potere Ultimo, quindi, donano alle Winx un bracciale magico, che attribuisce loro la magia Tynix, con la quale le fate potranno viaggiare tra i Mini Mondi, piccole dimensioni sconosciute. Le Winx apprendono che l'Animale Fatato con il primo colore dell'universo è collegato alla magia fatata; ciò che cercano è la statua di diamante a forma di scavatalpa, posizionata sulla scrivania di Faragonda: essa, infatti, riflette tutti i colori della luce. Le fate entrano all'interno dell'oggetto, nel Mini Mondo Adamantino; dove recuperano il diamante che custodisce il Potere Ultimo. Durante la loro assenza, però, Kalshara s'impossessa del diamante. Brafilius, infastidito dal fatto di essere sempre insultato dalla sorella, ruba il diamante a quest'ultima ed evoca un esercito di Animali Fatati, liberando involontariamente le Trix, siccome ciascuna di loro è connessa con gli Animali Stregati evocati dal mutaforma. Per poter battere le Trix, le quali, dopo aver attraversato la sorgente di Magia Selvaggia del sottosuolo di Magix, si sono trasformate in mutaforma, le Winx accettano l'alleanza proposta da Kalshara. Malgrado ciò, le Trix sembrano avere la meglio, quindi gli Animali Fatati attuano l'Incantesimo Definitivo, fondendosi nel Cigno dell'Infinito, che assorbe il Potere Ultimo. Le fanciulle utilizzano le Pietre dei Ricordi per intrappolare le tre streghe in un limbo al di fuori del tempo e dello spazio. Kalshara, che aveva ingannato le Winx, resta intrappolata dentro la sorgente di Magia Selvaggia, mentre Brafilius, che era stato tramutato in un cucciolo, resta a vivere nel sottosuolo. Bloom e le amiche, infine, salutano per sempre i propri Animali Fatati.

### Ottava stagione
Una piccola creatura di nome Twinkly giunge ad Alfea per consegnare un messaggio alle Winx: la Dimensione Magica è in pericolo. Gli Staryummy, guidati dal perfido Obscurum, stanno prosciugando la luce delle stelle, gettando l'Universo nell'oscurità. Le giovani fate intraprendono un viaggio verso Lumenia, la stella di Solaria, dove la regina Dorana affiderà loro la magia Cosmix, con cui potranno restaurare il nucleo delle stelle. Le Winx viaggeranno attraverso lo spazio e ben presto scopriranno che dietro a tutto si cela il ritorno di Valtor. Il vecchio nemico delle fate è stato riportato in vita da Obscurum, al quale è stato promesso il trono di Lumenia se l'avesse aiutato a carpire la luce delle stelle. Le Winx, con l'aiuto di Orion e dei suoi nuclei artificiali, riportano la luce in tutti gli astri assaliti e sventano la minaccia di Obscurum, che altri non è che Argen, il fratello della regina Dorana. Gli Staryummy vengono ritrasformati in lumen e i due fratelli Dorana e Argen condivideranno il trono di Lumenia. Valtor non può ancora ritenersi soddisfatto e il suo nuovo obiettivo è catturare la Stella dei Desideri, la cometa che creò l'Universo Magico. Per riuscirci, Valtor libera le Trix dal limbo in cui erano state rinchiuse e affida a loro la missione, che però fallisce in partenza perché la cometa si scompone in sette stelle primarie che si spargono in tutto l'universo. Dalla Stella dei Desideri si è scomposto anche lo Scrigno delle Stelle che è atterrato su Lumenia. Le Winx vi entrano grazie alla miniaturizzazione del potere Enchantix e recuperano la Bussola Astrale, grazie alla quale potranno ritrovare le stelle primarie e ricomporre la Stella dei Desideri. Anche le Trix inseguono le stelle primarie e ciascun gruppo ne guadagna tre. Durante il recupero dell'ultima stella primaria, sul pianeta Dyamond, le Winx ottengono il potere Crystal Sirenix nel salvataggio di Sky che cade in un lago ghiacciato e si scoprono delle informazioni sul passato di Icy: Dyamond è il suo pianeta nativo e la ragazza scelse di diventare una strega per annullare l'incantesimo di una sciamana che trasformò sua sorella minore Sapphire in una volpe bianca. La strega si impossessa dell'ultima stella primaria ma non la condivide con il suo gruppo, la darà alle Winx durante la battaglia finale con Valtor per proteggere l'Universo Magico dalla distruzione. In seguito a ciò, anche le altre stelle primarie entrano nello Scrigno delle Stelle delle Winx e la Stella dei Desideri, appena ricomposta, concede alle fate un desiderio. Bloom chiede la protezione eterna dell'armonia dell'universo e ottiene il potere per sconfiggere definitivamente Valtor, le Trix invece si allontanano soddisfatte di essersi liberate del loro padrone. Le giovani fate festeggiano ad Alfea con un concerto e infine, nel cielo, appare la costellazione delle Winx.

## Personaggi

Fotogramma della sigla della prima stagione. Da in alto a sinistra, in senso orario: Musa, Tecna, Flora, Stella e Bloom

Le protagoniste del cartone animato sono le ragazze del Winx Club, studentesse del college per aspiranti fate di Alfea e residenti nel magico mondo di Magix.
Le Winx, in ordine di apparizione, sono:
- Bloom: è la Fata della Fiamma del Drago e la fata più potente della dimensione magica, proviene da Domino, un regno perduto di cui è la principessa, riportato alla vita da lei e da Sky, venne mandata sulla terra da sua sorella maggiore Daphne per salvarla dalla distruzione del regno.
- Stella: è la Fata del Sole e della Luna (dalla quinta stagione del Sole splendente) proveniente da Solaria, regno di cui è la principessa; è la prima fata incontrata da Bloom e a introdurla a Magix, i suoi genitori sono separati. E' amante della moda e vanitosa, ma è un'amica molto leale e disponibile.
- Flora: è la Fata dei Fiori (dalla quinta stagione della Natura) proveniente da Lynphea. È la più dolce e sensibile del gruppo ma non per questo priva di coraggio, ha una sorella minore di nome Miele.
- Musa: è la Fata della Musica proveniente da Melody. È gentile e sensibile e sogna di diventare una cantante, sua madre è venuta a mancare quando era piccola.
- Tecna: è la Fata della Tecnologia proveniente da Zenith. È molto intelligente e patita di tecnologia, fa fatica ad esprimere le sue emozioni.
- Aisha: è la Fata dei Fluidi dallo spirito atletico e avventuroso, ma anche sensibile, proviene da Andros, regno di cui è la principessa; entra a far parte del gruppo a partire dalla seconda stagione.
- Roxy: è la Fata degli Animali proveniente dalla Terra, principessa di Tír na nÓg. Entra temporaneamente a far parte del gruppo durante la quarta stagione, per poi divenire un personaggio secondario e ottenere nuovamente un ruolo di rilevanza nella settima.

## Creazione
Il primo prototipo di Winx Club risale al 1999 e il titolo di lavorazione era Magic Bloom. È stato prodotto un episodio pilota di Magic Bloom, ma non è mai andato in onda.
Il progetto Winx Club è stato oggetto di lavoro per Iginio Straffi e il suo team di realizzazione per diversi anni, in cui si è cercato di focalizzare quali fossero le migliori caratteristiche per il target di pubblico a cui la serie animata e il relativo merchandising è rivolta. L'ispirazione, soprattutto grafica, si rifà sia agli anime giapponesi, in particolare Sailor Moon, che alla dinamicità dei cartoni animati statunitensi, in cui si è aggiunto il tema della magia, che aveva portato al successo negli anni precedenti la saga di Harry Potter. Il nome "Winx" è invece un'alterazione della parola inglese "wings" ("ali"), le cui lettere finali "gs" sono state sostituite con una "x", che graficamente ricorda proprio un paio di ali. Infine, per rendere immediatamente familiari le protagoniste della serie TV al pubblico e renderle più attraenti, si è scelto di trarre ispirazione da celebri personaggi dello showbiz: Bloom è ispirata alla cantante Britney Spears, Stella all'attrice Cameron Diaz, Flora all'attrice e cantante Jennifer Lopez, Musa all'attrice Lucy Liu, Tecna alla cantante Pink,  Aisha alla cantante Beyoncé.
L'autore, inoltre, asserisce che la protagonista, Bloom, prende ispirazione da una ragazza che egli aveva incontrato all'università, cresciuta da genitori adottivi. La storia della ragazza, la quale rivelò a Iginio Straffi il desiderio di conoscere i propri genitori biologici, è stata l'ispirazione per la storia del personaggio; tale storia, avrebbe dovuto essere il plot principale della seconda stagione del cartone animato, ma si preferì utilizzarla per il film Winx Club - Il segreto del regno perduto. A parte la storia del personaggio, la personalità è tratta da quella di Joanne Lee, moglie dell'autore e vice-presidente di Rainbow.
Un altro ingrediente di particolare rilievo nel cartone animato è il look delle protagoniste, che le rende paragonabili alle fashion doll, del genere My Scene o Bratz. L'autore, in un'intervista, dichiara che l'aspetto delle Winx è "solo un involucro fashion", servito al mero scopo di accattivarsi le simpatie del pubblico, mentre "i valori trasmessi da Winx Club sono: l'amicizia, la fiducia in se stessi, la solidarietà e l'onestà".

## Episodi
La serie animata è suddivisa in otto stagioni di 26 episodi da 23 minuti realizzate da Rainbow in collaborazione con Rai Fiction. La quinta, la sesta e la settima sono state realizzate in collaborazione con Nickelodeon. L'ottava stagione invece è prodotta in collaborazione solo con Rai Ragazzi.
| Stagione         | Episodi | Prima TV  |
| ---------------- | ------- | --------- |
| Prima stagione   | 26      | 2004      |
| Seconda stagione | 26      | 2005      |
| Terza stagione   | 26      | 2007      |
| Quarta stagione  | 26      | 2009      |
| Quinta stagione  | 26      | 2012-2013 |
| Sesta stagione   | 26      | 2013-2014 |
| Settima stagione | 26      | 2015      |
| Ottava stagione  | 26      | 2019      |

## Media

### Sigle
| 1 | Nel segno di Winx       | Lucia Miccinilli (Cartoon Family)                       |
| 2 | Nel segno di Winx       | Lucia Miccinilli (Cartoon Family)                       |
| 3 | Nel segno di Winx       | Lucia Miccinilli (Cartoon Family)                       |
| 4 | La magia di Winx Club   | Michela Ollari                                          |
| 5 | Invincibili Winx        | Michela Ollari (Coro: Luciana Vaona e Alessia Orlando)  |
| 6 | Ancora e sempre Winx    | Alessia Orlando (Coro: Michela Ollari e Elisa Aramonte) |
| 7 | Winx noi siamo la magia | Alessia Orlando (Coro: Elisa Aramonte)                  |
| 8 | Noi siamo magiche Winx  | Elena Borroni (Coro: Alessia Orlando)                   |

| 1 | Le ragazze del Winx Club | Lucia Miccinilli (Cartoon Family)                       |
| 2 | Le ragazze del Winx Club | Lucia Miccinilli (Cartoon Family)                       |
| 3 | Nel sogno Winx           | Lucia Miccinilli (Cartoon Family)                       |
| 4 | Magia di Winx            | Elisa Rosselli                                          |
| 5 | Una missione Winx        | Elisa Rosselli                                          |
| 6 | Winx potere di fata      | Alessia Orlando (Coro: Michela Ollari e Elisa Aramonte) |
| 7 | Winx questa è magia      | Alessia Orlando (Coro: Elisa Aramonte)                  |
| 8 | Insieme tra le stelle    | Elena Borroni (Coro: Alessia Orlando)                   |

### Film
Il primo film, Winx Club - Il segreto del regno perduto, è stato distribuito nelle sale cinematografiche italiane il 30 novembre 2007. Il film è ambientato dopo la terza stagione. Il brano portante del film è stato scritto e interpretato da Natalie Imbruglia. Il secondo film, Winx Club 3D - Magica avventura, è stato distribuito il 29 ottobre 2010, in versione 3D. La produzione del secondo film è iniziata nel 2007, prima che entrasse in produzione la quarta stagione. Il terzo film, Winx Club - Il mistero degli abissi, è stato distribuito il 4 settembre 2014. Il 3 novembre 2022 Iginio Straffi ha annunciato via Instagram che un nuovo film in live action basato sulla serie è in produzione.

### Film TV
I primi tre film TV riassumono brevemente la prima stagione, mentre il quarto riassume brevemente la seconda. L'animazione ed il character design sono stati riveduti con una grafica più recente. In particolare, le sequenze di trasformazione sono state totalmente rinnovate. I film, realizzati in collaborazione con Nickelodeon, sono stati trasmessi in Italia da Rai 2, dal 21 novembre al 12 dicembre del 2011.
| Titolo statunitense  | Titolo italiano        | Prima TV USA      | Prima TV Italia  |
| -------------------- | ---------------------- | ----------------- | ---------------- |
| The Fate of Bloom    | Il destino di Bloom    | 27 giugno 2011    | 21 novembre 2011 |
| Revenge of the Trix  | La vendetta delle Trix | 1º agosto 2011    | 28 novembre 2011 |
| The Battle for Magix | Battaglia per Magix    | 18 settembre 2011 | 5 dicembre 2011  |
| The Shadow Phoenix   | La Fenice d'Ombra      | 16 ottobre 2011   | 12 dicembre 2011 |

### Spin-off
Il primo spin-off tratto dal cartone animato è PopPixie, serie animata di 52 episodi da 13 minuti, interamente incentrata sulle Pixie, prodotta per via del successo ottenuto da tali personaggi all'interno del pubblico infantile. Lo spin-off, realizzato da Rainbow in collaborazione con Rai Fiction, è stato trasmesso in Italia da Rai 2, a partire dal 10 gennaio fino al 22 marzo 2011.
Il secondo spin-off, intitolato World of Winx e rivolto a un pubblico leggermente più maturo, è stato realizzato da Rainbow in collaborazione con Rai Fiction e in associazione con Netflix ed è suddiviso in due stagioni di 13 episodi da 22 minuti. La prima stagione è stata pubblicata negli USA in streaming su Netflix il 4 novembre 2016, mentre in Italia è stata trasmessa da Rai Gulp a partire dal 28 gennaio fino al 17 febbraio del 2017. La seconda stagione è stata pubblicata online il 16 giugno 2017, mentre è stata trasmessa in TV dal 18 giugno al 30 giugno del 2017.

### Adattamento live-action
Archery Pictures, d'accordo con il colosso dello streaming Netflix, trasformerà le Winx in persone in carne e ossa. Le eroine, impegnate a perfezionare i loro poteri magici in una scuola di magia, prenderanno forma e diventeranno più grandi perché il pubblico di riferimento sarà quello dei giovani adulti. La serie TV è entrata in produzione nel 2019 e il 1º agosto viene rivelato che il titolo dello show è Fate: The Winx Saga. La serie è disponibile su Netflix dal 22 gennaio 2021 con la prima stagione, mentre la seconda stagione esce sulla piattaforma di streaming il 16 settembre 2022. Dopo sole due stagioni la serie è stata cancellata da Netflix.

### Reboot animato
Il 3 novembre 2022 è stato annunciato un reboot della serie realizzato in CGI, intitolato Winx Club: The Magic Is Back e co-prodotto da Rai Kids e Netflix. Il 28 aprile 2024 ne è stata rivelata la prima clip al Napoli Comicon. Il 19 luglio 2025 viene pubblicato il primo trailer ufficiale, che annuncia pubblicazione per il 2 ottobre 2025 su Netflix e la messa in onda in autunno 2025 sulla Rai.

### Tour

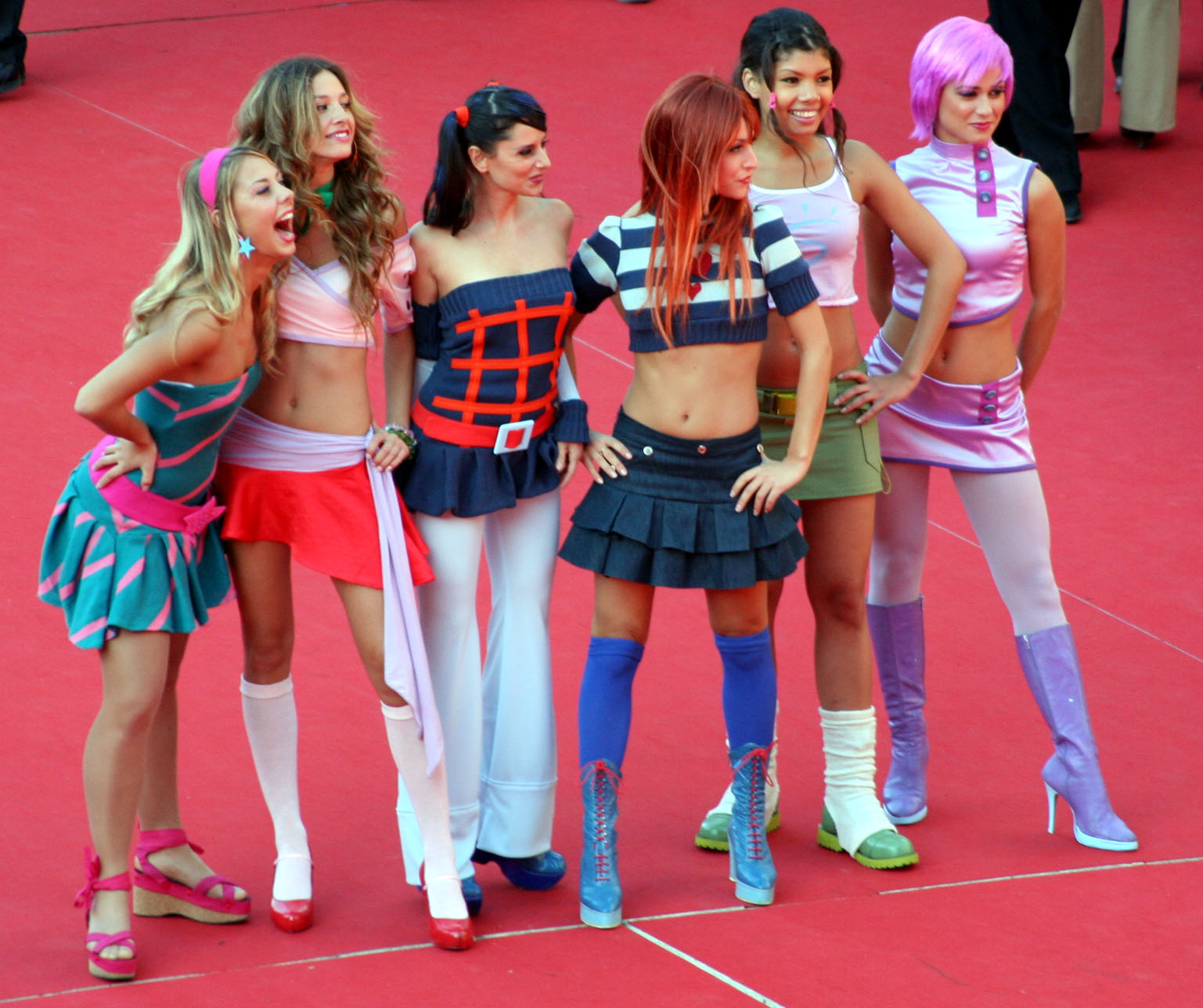
Un gruppo di performer interpreta le Winx alla Festa del Cinema di Roma del 2007

Nel settembre 2005 il tour intitolato Winx Power Show esordisce in Italia; dopo molteplici repliche di grande successo, la tournée approda anche in Belgio e nei Paesi Bassi. La storia si basa sulla seconda stagione del cartone animato.
Nel settembre 2006 esordisce Winx Club on Tour nei Paesi Bassi, ambientato durante la seconda stagione. Nell'ottobre 2007 esordisce Winx Club Theater Tour (Paesi Bassi), nonché la riedizione del tour precedente, ma ambientato durante la terza stagione.
Tra il 2008 e il 2012 le Winx e gli Specialisti sono stati presenti, durante i cosiddetti Winx Days, una volta all'anno, al parco acquatico Aquafan.
Nel novembre 2008 esordisce lo show sul ghiaccio Winx on Ice in Italia, a cui partecipa, nel ruolo di protagonista, la campionessa europea di pattinaggio di figura Carolina Kostner. La storia è ambientata durante la terza stagione del cartone animato. Nel gennaio 2012 esordisce Winx on Ice 2 in Russia, una riedizione del precedente show sul ghiaccio ambientato durante la quarta stagione.
Nel marzo 2009 esordisce Winx Tour Portugal in Portogallo, successivamente ripreso in piccola parte anche in Italia al parco divertimenti Rainbow MagicLand, durante i cosiddetti Winx Days.
Nel gennaio 2010 esordisce Winx Club in Concerto in Turchia, dove è stato portato anche uno show subacqueo per promuovere la quinta stagione della serie animata.
Tra il 2013 e il 2014 in Italia è partito il Winx Club Tour, tournée promozionale nei centri commerciali, dove le Winx cantano e ballano sui brani della serie TV e dedicano autografi ai fan; in passato un tour del genere era già sbarcato in molti paesi stranieri per promuovere le varie stagioni.
Nel gennaio 2014, per la prima volta, le fatine sono state protagoniste di una pista sciistica in Italia. Intanto, svariati show promozionali sono sbarcati in Indonesia.
Nel dicembre 2014 il tour intitolato Winx Club Musical Show - 10 anni di magici successi esordisce in Italia, per celebrare i primi 10 anni del cartone animato. Lo spettacolo è un successo con oltre 50.000 spettatori in un solo anno di tour. Nel dicembre 2015 esordisce una versione natalizia del medesimo show con il titolo di Winx Club Musical Show - Christmas Tour.

## Merchandising

### Libri

#### Magazine
Il magazine di Winx Club, pubblicato mensilmente ed edito da Play Press e da Tridimensional, include una storia a fumetti ed un gadget.
| Nº      | Titolo                                                 | Data pubblicazione         |
| ------- | ------------------------------------------------------ | -------------------------- |
| 1       | Il castello                                            | aprile 2004                |
| 2       | I segreti di Alfea                                     | maggio 2004                |
| 3       | I ragazzi di Fonterossa                                | giugno 2004                |
| 4       | Un'amica per Bloom                                     | luglio 2004                |
| 5       | Prigioniera del buio                                   | agosto 2004                |
| 6       | Il mostro della palude                                 | settembre 2004             |
| 7       | La scuola delle streghe                                | ottobre 2004               |
| 8       | Cuore di fata                                          | novembre 2004              |
| 9       | Un lavoro per Bloom                                    | dicembre 2004              |
| 10      | La rivelazione                                         | gennaio 2005               |
| 11      | La Fiamma del Drago                                    | febbraio 2005              |
| 12      | Battaglia di magia                                     | marzo 2005                 |
| 13      | Chiaro di luna                                         | aprile 2005                |
| 14      | Sole contro tutti                                      | maggio 2005                |
| 15      | La terra dei draghi                                    | giugno 2005                |
| 16      | Re Nessuno                                             | luglio 2005                |
| 17      | Lo spettro di Balmoral                                 | agosto 2005                |
| 18      | Il guardiano dei sogni                                 | settembre 2005             |
| 19      | Mostri senza padrone                                   | ottobre 2005               |
| 20      | Il vento del male                                      | novembre 2005              |
| 21      | La pietra di Shaab                                     | dicembre 2005              |
| 22      | Il tradimento                                          | gennaio 2006               |
| 23      | Il ritorno delle Trix                                  | febbraio 2006              |
| 24      | Filtro d'amore                                         | marzo 2006                 |
| 25      | La ragione e il cuore                                  | aprile 2006                |
| 26      | Il seme della discordia                                | maggio 2006                |
| 27      | Darko il nero                                          | giugno 2006                |
| 28      | Amore di strega                                        | luglio 2006                |
| 29      | Torneo di magia                                        | agosto 2006                |
| 30      | Un ragazzo per Aisha                                   | settembre 2006             |
| 31      | Il ritorno di Diaspro                                  | ottobre 2006               |
| 32      | Il mio amico è un drago                                | novembre 2006              |
| 33      | Fantasmi                                               | dicembre 2006              |
| 34      | Storia di dame e cavalieri                             | gennaio 2007               |
| 35      | Il processo                                            | febbraio 2007              |
| 36      | Nuove sfide                                            | marzo 2007                 |
| 37      | Di nuovo insieme                                       | aprile 2007                |
| 38      | L'impresa di Musa                                      | maggio 2007                |
| 39      | Il re del rock                                         | giugno 2007                |
| 40      | Il regno delle tenebre                                 | luglio 2007                |
| 41      | Love Beach                                             | agosto 2007                |
| 42      | Il segreto di Milly                                    | settembre 2007             |
| 43      | Parole perdute                                         | ottobre 2007               |
| 44      | Doppio gioco                                           | novembre 2007              |
| 45      | Inganni e sospetti                                     | dicembre 2007              |
| 46      | Missione su Andros                                     | gennaio 2008               |
| 47      | L'isola dei pirati                                     | febbraio 2008              |
| 48      | I cavalieri della stella                               | marzo 2008                 |
| 49      | Inganno d'amore                                        | aprile 2008                |
| 50      | Genio ribelle                                          | maggio 2008                |
| 51      | L'isola del tempo                                      | giugno 2008                |
| 52      | Mistura Infernalis                                     | luglio 2008                |
| 53      | La cometa nera                                         | agosto 2008                |
| 54      | Il vaso di Pandora                                     | settembre 2008             |
| 55      | Tentazioni                                             | ottobre 2008               |
| 56      | Magix on Ice                                           | novembre 2008              |
| 57      | Red Devils                                             | dicembre 2008              |
| 58      | La bambina magica                                      | gennaio 2009               |
| 59      | Winx Band                                              | febbraio 2009              |
| 60      | Future avventure                                       | marzo 2009                 |
| 61      | La rivolta                                             | aprile 2009                |
| 62      | Cieli tempestosi                                       | maggio 2009                |
| 63      | Veleno                                                 | giugno 2009                |
| 64      | Magic Holiday                                          | luglio 2009                |
| 65      | Nuovi amori                                            | agosto 2009                |
| 66      | La contesa                                             | settembre 2009             |
| 67      | Magix Virus                                            | ottobre 2009               |
| 68      | Roxy la settima fata                                   | novembre 2009              |
| 69      | Il gioiello maledetto                                  | dicembre 2009              |
| 70      | Settimana bianca                                       | gennaio 2010               |
| 71      | Il coraggio di Aisha                                   | febbraio 2010              |
| 72      | Alta marea                                             | marzo 2010                 |
| 73      | Profumi e magie                                        | aprile 2010                |
| 74      | Amori e doveri                                         | maggio 2010                |
| 75      | Coraggio inutile                                       | giugno 2010                |
| 76      | La vendetta del mare                                   | luglio 2010                |
| 77      | Speranze e delusioni                                   | agosto 2010                |
| 78      | Kamud il mago                                          | settembre 2010             |
| 79      | Conflitti di cuore                                     | ottobre 2010               |
| 80      | Vecchie porte - Nuovi misteri                          | novembre 2010              |
| 81      | Il fiore della verità                                  | dicembre 2010              |
| 82      | Magie proibite                                         | gennaio 2011               |
| 83      | Mostri di pietra                                       | febbraio 2011              |
| 84      | Enigmi e gelosie                                       | marzo 2011                 |
| 85      | Brutti sogni                                           | aprile 2011                |
| 86      | La scogliera d'oro                                     | maggio 2011                |
| 87      | La furia di Gregory                                    | giugno 2011                |
| 88      | L'esame di Kyral                                       | luglio 2011                |
| 89      | Piccoli desideri                                       | agosto 2011                |
| 90      | Avventura su Zenith                                    | settembre 2011             |
| 91      | HalloWinx Monster Mission - Licantropi a colle ombroso | ottobre 2011               |
| 92      | HalloWinx Monster Mission - Il club dei vampiri        | novembre 2011              |
| 93      | HalloWinx Monster Mission - La vendetta della mummia   | dicembre 2011              |
| 94      | La furia delle nevi                                    | gennaio 2012               |
| 95      | La sorgente di luce                                    | febbraio 2012              |
| 96      | Fata per un giorno                                     | marzo 2012                 |
| 97      | La dimensione oscura                                   | aprile 2012                |
| 98      | Ritorno in Amazzonia                                   | maggio 2012                |
| 99      | Stelle in frantumi                                     | giugno 2012                |
| 100     | La pietra dei ricordi                                  | luglio 2012                |
| 101     | Winx Music Tour - Gli spiriti della natura             | agosto 2012                |
| 102     | Winx Music Tour - Una melodia incantata                | settembre 2012             |
| 103     | Winx Music Tour - Magie d'Oriente                      | ottobre 2012               |
| 104     | Lo specchio del mare                                   | novembre 2012              |
| 105     | Le fauci degli abissi                                  | dicembre 2012              |
| 106     | L'isola misteriosa                                     | gennaio 2013               |
| 107     | Le sirene oscure                                       | febbraio 2013              |
| 108     | L'urlo della banshee                                   | marzo 2013                 |
| 109     | La minaccia degli atlantidei                           | aprile 2013                |
| 110     | La valle magica di Lynphea                             | maggio 2013                |
| 111     | Il fiore di Koralis                                    | giugno 2013                |
| 112     | La trappola delle Trix                                 | luglio 2013                |
| 113     | Costumi magici                                         | agosto 2013                |
| 114     | Talento di fata                                        | settembre 2013             |
| 115     | L'ultimo drago di Pyros                                | ottobre 2013               |
| 116     | Il flauto dello sciamano                               | novembre 2013              |
| 117     | La principessa di ghiaccio                             | dicembre 2013              |
| 118     | La sfida di Mitzi                                      | gennaio 2014               |
| 119     | Il potere della musica                                 | febbraio 2014              |
| 120     | La foresta incantata                                   | marzo 2014                 |
| 121     | Il cucciolo perduto                                    | aprile 2014                |
| 122     | La grande sfida                                        | maggio 2014                |
| 123     | L'incantesimo del tempo                                | giugno 2014                |
| 124     | L'attacco dei centauri                                 | luglio 2014                |
| 125     | Il regno degli elfi oscuri                             | agosto 2014                |
| 126     | L'esibizione magica                                    | settembre 2014             |
| 127     | La leggenda della lanterna                             | ottobre 2014               |
| 128     | Il monte arcobaleno                                    | novembre 2014              |
| 129     | La regina di cuori                                     | dicembre 2014              |
| 130     | Un party indimenticabile                               | gennaio 2015               |
| 131     | La prova di Nex                                        | febbraio 2015              |
| 132     | Il fuoco della fenice                                  | marzo 2015                 |
| 133     | Il primo cacciatore di fate                            | aprile 2015                |
| 134     | Il coraggio di Kiko                                    | maggio 2015                |
| 135     | La magia del cibo                                      | giugno 2015                |
| 136     | L'era dei giganti                                      | luglio 2015                |
| 137     | La ladra di fiori                                      | agosto 2015                |
| 138     | Il bosco di pietra                                     | settembre 2015             |
| 139     | Festa a sorpresa                                       | ottobre 2015               |
| 140     | I misteri di Alfea                                     | novembre 2015              |
| 141     | Gli animali stregati                                   | dicembre 2015              |
| 142     | La perla dei mari                                      | gennaio 2016               |
| 143     | La Fiamma del Drago                                    | febbraio 2016              |
| 144     | La melodia incantata                                   | marzo 2016                 |
| 145     | Winx Fairy Blog                                        | aprile 2016                |
| 146     | I gioielli di Magix                                    | maggio 2016                |
| 147     | Il Mini Mondo Sabbia                                   | giugno 2016                |
| 148     | Winx Summer Camp                                       | luglio 2016                |
| 149     | Le ninfe guardiane                                     | agosto 2016                |
| 150     | Magiche scintille                                      | settembre 2016             |
| 151     | La scomparsa di Alfea                                  | ottobre 2016               |
| 152     | Amiche per sempre                                      | novembre 2016              |
| 153     | Magic Travelix                                         | dicembre 2016              |
| 154     | La principessa rossa                                   | gennaio 2017               |
| 155     | Il segreto della felicità                              | febbraio 2017              |
| 156     | Il talent show                                         | marzo 2017                 |
| 157     | La tempesta magica                                     | aprile 2017                |
| 158     | La corsa di beneficenza                                | maggio 2017                |
| 159     | Il grande cuore di Lily                                | giugno 2017                |
| 160     | Un tuffo su Lynphea                                    | luglio 2017                |
| 161     | Il concorso di tecnomagie                              | agosto 2017                |
| 162     | L'idolo di Musa                                        | settembre 2017             |
| 163     | Halloween fatato                                       | ottobre 2017               |
| 164     | La landa di ghiaccio                                   | novembre 2017              |
| 165     | Un Capodanno speciale                                  | dicembre 2017              |
| 166     | Un talento da scoprire                                 | gennaio 2018               |
| 167     | Trappola d'amore                                       | febbraio 2018              |
| 168     | Il festival musicale                                   | marzo 2018                 |
| 169     | Il palio delle coccinelle                              | aprile 2018                |
| 170     | Un magico mondiale                                     | maggio 2018                |
| 171     | Nel mondo dei sogni                                    | giugno 2018                |
| 172     | L'albero dipinto                                       | luglio 2018                |
| 173     | Le sorprese di Alfea                                   | agosto 2018                |
| 174     | Il canto delle balene                                  | settembre 2018             |
| 175     | Lezioni di moda                                        | ottobre 2018               |
| 176     | Si va in scena                                         | novembre 2018              |
| 177     | Ritorno a Pixieville                                   | dicembre 2018              |
| 178     | Un magico invito                                       | gennaio 2019               |
| 179     | Il party della Luna d'oro                              | febbraio 2019              |
| 180     | Una nuova fata                                         | marzo 2019                 |
| 181     | Magiche stelle                                         | aprile 2019                |
| 182     | Il re delle Pleiadi                                    | maggio 2019                |
| 183     | Danzando sull'acqua                                    | giugno 2019                |
| 184     | Gatti stellari                                         | luglio 2019                |
| 185     | Il festival degli aquilloni                            | agosto 2019                |
| 186     | Polvere di stelle                                      | settembre 2019             |
| 187     | La notte delle fate                                    | ottobre 2019               |
| 188     | Magia in alta quota                                    | novembre 2019              |
| 189     | La gara di ballo                                       | dicembre 2019              |
| 190     | Magie di ghiaccio                                      | gennaio 2020               |
| 191     | Un Carnevale fatato                                    | febbraio 2020              |
| 192     | La super fan                                           | marzo 2020                 |
| 193/194 | Il diamante dei desideri                               | aprile/maggio 2020         |
| 195     | Una spesa magica                                       | giugno 2020                |
| 196     | Il festival country                                    | luglio 2020                |
| 197     | Missione spiaggia pulita                               | agosto 2020                |
| 198     | Il diario segreto                                      | settembre 2020             |
| 199     | Magiche artiste                                        | ottobre 2020               |
| 200     | L'anniversario                                         | novembre 2020              |
| 201     | Natale a sorpresa                                      | dicembre 2020              |
| 202     | Cuccioli sulla neve                                    | gennaio 2021               |
| 203     | Una festa romantica                                    | febbraio 2021              |
| 204     | Per sempre amiche!                                     | marzo 2021                 |
| 205     | Winx Magic Rock                                        | aprile 2021                |
| 206     | Il saggio di danza                                     | maggio 2021                |
| 207     | Gli amici folletti                                     | giugno 2021                |
| 208     | Il potere della natura                                 | luglio 2021                |
| 209     | Il re delle Pleiadi                                    | agosto 2021                |
| 210     | Invito a sorpresa                                      | settembre 2021             |
| 211     | Magiche baby-sitter                                    | ottobre 2021               |
| 212     | La gara di ballo                                       | novembre 2021              |
| 213     | Le scarpette speciali                                  | dicembre 2021              |
| 214     | Il circo delle fate                                    | gennaio 2022               |
| 215     | Lezione di magia                                       | febbraio 2022              |
| 216     | Il sentiero delle fate                                 | marzo 2022                 |
| 217     | Il diamante dei desideri                               | aprile 2022                |
| 218     | Una sfida leale                                        | maggio 2022                |
| 219     | Maxi Kiko!                                             | giugno 2022                |
| 220     | Danzando sull'acqua                                    | luglio 2022                |
| 221     | La luce di Gorgol                                      | agosto 2022                |
| 222     | Pic-nic a sorpresa                                     | settembre 2022             |
| 223     | Il folletto goloso                                     | ottobre 2022               |
| 224     | Una festa perfetta                                     | novembre 2022              |
| 225     | Kiko draghetto mannaro                                 | dicembre 2022/gennaio 2023 |
| 226     | Polvere di stelle                                      | febbraio 2023              |
| 227     | Missione piovra                                        | marzo 2023                 |
| 228     | La magia di Flora e Miele                              | aprile 2023                |
| 229     | Una giornata con le Winx                               | maggio 2023                |
| 230     | Una super fan in aiuto                                 | giugno 2023                |
| 231     | Per sempre amiche                                      | luglio/agosto 2023         |
| 232     | Il magico blob                                         | settembre 2023             |
| 233     | Gatti stellari                                         | ottobre 2023               |
| 234     | Magia in gabbia                                        | novembre 2023              |
| 235/236 | Un nuovo inizio                                        | dicembre 2023/gennaio 2024 |
| 237     | L'idea giusta                                          | febbraio 2024              |
| 238     | Ombre su Torrenuvola                                   | marzo 2024                 |
| 239     | L'incantesimo del mare                                 | aprile 2024                |
| 240     | Il draghetto affamato                                  | maggio 2024                |
| 241     | Gita al Magic Park                                     | giugno 2024                |
| 242     | Musa magica voce                                       | luglio 2024                |
| 243     | Magiche coccinelle                                     | agosto 2024                |
| 244     | Trappola magica                                        | settembre 2024             |
| 245     | La forza della magia!                                  | ottobre 2024               |
| 246     | Winx Magic Party                                       | novembre 2024              |
| 247     | Una strana voce                                        | dicembre 2024/gennaio 2025 |
| 248     | Una mostra realistica                                  | febbraio 2025              |
| 249     | La casa infestata                                      | marzo 2025                 |
| 250     | Per sempre amiche!                                     | aprile 2025                |
| 251     | Un luogo speciale                                      | maggio 2025                |

#### Magazine speciali
| Nº | Titolo                                   | Data pubblicazione |
| -- | ---------------------------------------- | ------------------ |
| 1  | Winx Club - Il segreto del regno perduto | novembre 2007      |
| 2  | Winx Club 3D - Magica avventura          | ottobre 2010       |
| 3  | Winx Club - Il mistero degli abissi      | settembre 2014     |

#### Manuali
| Titolo                                                                                          | Editore        | Data pubblicazione |
| ----------------------------------------------------------------------------------------------- | -------------- | ------------------ |
| Albo Fashion                                                                                    | Giunti Editore | 2004               |
| I manuali del Winx Club - Vivi la magia con… Bloom                                              | Giunti Editore | 2004               |
| I manuali del Winx Club - Vivi la moda con… Stella                                              | Giunti Editore | 2004               |
| I manuali del Winx Club - Vivi la natura con… Flora                                             | Giunti Editore | 2004               |
| I manuali del Winx Club - Vivi la tecnologia con… Tecna                                         | Giunti Editore | 2004               |
| I manuali del Winx Club - Vivi la musica con… Musa                                              | Giunti Editore | 2004               |
| Il libro magico                                                                                 | Fabbri Editori | 2004               |
| Il libro dell'amicizia                                                                          | Fabbri Editori | 2005               |
| Fashion Book - Crea la moda!                                                                    | Fabbri Editori | 2005               |
| Ricette magiche                                                                                 | Fabbri Editori | 2005               |
| Sei amiche - Una sola magia                                                                     | Fabbri Editori | 2006               |
| Segreti di bellezza                                                                             | Fabbri Editori | 2006               |
| Chi sei? - Il libro dei test delle Winx                                                         | Fabbri Editori | 2006               |
| Un'estate con le Winx - 1 - Vuoi essere mia amica? - L'amicizia secondo il magico Winx Club     | RCS MediaGroup | 2006               |
| Un'estate con le Winx - 2 - Che batticuore! - Parola del fantastico Winx Club                   | RCS MediaGroup | 2006               |
| Un'estate con le Winx - 3 - SuperFashion - I consigli di moda del trendissimo Winx Club         | RCS MediaGroup | 2006               |
| Un'estate con le Winx - 4 - La magia del trucco - I consigli di make-up del fascinoso Winx Club | RCS MediaGroup | 2006               |
| Un'estate con le Winx - 5 - Parole volanti - Comunicare nello stile Winx Club                   | RCS MediaGroup | 2006               |
| Un'estate con le Winx - 6 - Le ricette del cuore - La cucina firmata Winx Club                  | RCS MediaGroup | 2006               |
| Un'estate con le Winx - 7 - In movimento - In forma con l'atletico Winx Club                    | RCS MediaGroup | 2006               |
| Un'estate con le Winx - 8 - Viaggi e vacanze - Winx Club e l'avventura                          | RCS MediaGroup | 2006               |
| Un'estate con le Winx - 9 - Nel mondo della musica - Segui il ritmo dello scatenato Winx Club   | RCS MediaGroup | 2006               |
| Un'estate con le Winx - 10 - Gioielli fatati - Lo stile Winx Club nei tuoi bijoux               | RCS MediaGroup | 2006               |
| I Love - Le Winx e l'amore                                                                      | Fabbri Editori | 2007               |
| Come faccio? - I test per organizzare una vacanza in stile Winx                                 | Fabbri Editori | 2007               |
| 1000 idee per il look                                                                           | Fabbri Editori | 2007               |
| Fai come le Winx - Fai come noi… con gli altri                                                  | Fabbri Editori | 2007               |
| Fai come le Winx - Fai come noi… per il tuo stile                                               | Fabbri Editori | 2007               |
| Fai come le Winx - Fai come noi… nel tempo libero                                               | Fabbri Editori | 2007               |
| Corso di disegno fatato - Impara a disegnare le Winx!                                           | Fabbri Editori | 2007               |
| Love Book - Amori e magie di sei cuori di fata!                                                 | Fabbri Editori | 2008               |
| Party Book - Magiche idee per le feste più fatalose!                                            | Fabbri Editori | 2008               |
| Holiday Book - Il compagno d'avventure per la tua estate!                                       | Fabbri Editori | 2008               |
| Sei pronta per l'avventura? - Il libro dei test tratto dal film                                 | Fabbri Editori | 2008               |
| Il libro gioiello Enchantix                                                                     | Fabbri Editori | 2008               |
| Fashion Book 2 - Moda e magia                                                                   | Fabbri Editori | 2009               |
| Scopri i cuccioli con Roxy                                                                      | Fabbri Editori | 2009               |
| Peg cavallo magico - Appunti fatati di equitazione                                              | Fabbri Editori | 2010               |
| Manuale creativo per aspiranti fatine                                                           | Edicart        | 2013               |

#### Libri illustrati
| Titolo                                                               | Editore        | Data pubblicazione |
| -------------------------------------------------------------------- | -------------- | ------------------ |
| Enciclomagia                                                         | Fabbri Editori | 2005               |
| Winx Club - Il segreto del regno perduto - Dietro le quinte del film | Fabbri Editori | 2007               |
| Enciclomagia 2                                                       | Fabbri Editori | 2007               |
| Voglio essere una fata                                               | Fabbri Editori | 2008               |
| Il diario dei cuccioli magici                                        | Fabbri Editori | 2009               |
| Believix                                                             | Fabbri Editori | 2010               |
| Love & Pet - Cuccioli, magici cuccioli!                              | Fabbri Editori | 2010               |
| Il mio magico diario segreto                                         | Fabbri Editori | 2010               |
| Il libro segreto dell'amicizia                                       | Edicart        | 2013               |
| Magiche ballerine                                                    | Edicart        | 2014               |
| I segreti di Alfea                                                   | Edicart        | 2014               |
| La grande festa della magia                                          | Edicart        | 2014               |
| Un anno con le Winx                                                  | Edicart        | 2015               |
| Il mondo delle Winx (World of Winx)                                  | Edicart        | 2017               |
| Il mio libro segreto                                                 | Edicart        | 2017               |
| Guida al mondo magico                                                | Mondadori      | 2019               |

#### Libri interattivi
| Titolo                                                            | Editore        | Data pubblicazione |
| ----------------------------------------------------------------- | -------------- | ------------------ |
| Canta con noi                                                     | Fabbri Editori | 2006               |
| Canta con noi 2                                                   | Fabbri Editori | 2009               |
| Winx Club 3D - Magica avventura - Gioca con i personaggi del film | Fabbri Editori | 2010               |
| Un mondo di magia                                                 | Edicart        | 2012               |
| Gioca con noi!                                                    | Edicart        | 2013               |
| Magic Collection - 1001 strickers                                 | Edicart        | 2014               |
| Winx Club - Il mistero degli abissi                               | Edicart        | 2014               |
| Fashion Bag                                                       | Edicart        | 2014               |
| 101 attività per giovani fate                                     | Edicart        | 2015               |
| La mia borsetta degli stickers - Magic                            | Edicart        | 2015               |
| La mia borsetta degli stickers - Fashion                          | Edicart        | 2015               |
| Magiche canzoni                                                   | Edicart        | 2015               |
| Colora le Winx!                                                   | Edicart        | 2015               |
| Stickers Mania                                                    | Edicart        | 2015               |
| Il libro creativo                                                 | Edicart        | 2016               |
| I Love stickers                                                   | Edicart        | 2016               |
| Magici stickers                                                   | Edicart        | 2016               |
| Il mio cucciolo                                                   | Edicart        | 2016               |
| Animali Fatati                                                    | Edicart        | 2016               |
| Il grande libro della moda (Winx Fairy Couture)                   | Ape Edizioni   | 2015               |
| Design Book - Chic (Winx Fairy Couture)                           | Ape Edizioni   | 2016               |
| Design Book - Romantic (Winx Fairy Couture)                       | Ape Edizioni   | 2016               |
| Sono una fashion designer (Winx Fairy Couture)                    | Ape Edizioni   | 2016               |
| Stilista di moda (Winx Fairy Couture)                             | Ape Edizioni   | 2016               |
| Viaggio nella moda (Winx Fairy Couture)                           | Ape Edizioni   | 2016               |
| Magico make-up (Winx Fairy Couture)                               | Ape Edizioni   | 2016               |
| Fashion Notebook - Glamour (Winx Fairy Couture)                   | Ape Edizioni   | 2017               |
| Fashion Notebook - Accessories (Winx Fairy Couture)               | Ape Edizioni   | 2017               |
| Fashion Notebook - Make-up (Winx Fairy Couture)                   | Ape Edizioni   | 2017               |
| Stickers Adventure (World of Winx)                                | Edicart        | 2017               |
| Colora la magia                                                   | Edicart        | 2017               |

#### Racconti illustrati
| Titolo                                          | Editore   | Data pubblicazione |
| ----------------------------------------------- | --------- | ------------------ |
| Le mie amiche fate                              | Edicart   | 2013               |
| La magia della Luna d'argento                   | Edicart   | 2013               |
| Avventura nell'Oceano Infinito                  | Edicart   | 2013               |
| Il ballo delle principesse                      | Edicart   | 2013               |
| Stella, magica stilista!                        | Edicart   | 2013               |
| La magia del mare                               | Edicart   | 2013               |
| Winx, fate Sirenix!                             | Edicart   | 2013               |
| Bloom e la Fiamma del Drago!                    | Edicart   | 2014               |
| Winx Club - Il mistero degli abissi             | Edicart   | 2014               |
| Winx Club - Il mistero degli abissi - La storia | Edicart   | 2014               |
| La leggenda di Eraklyon                         | Edicart   | 2016               |
| Le meraviglie del Parco di Alfea                | Edicart   | 2016               |
| La magia delle pietre preziose                  | Edicart   | 2016               |
| Bloom in missione segreta (World of Winx)       | Edicart   | 2017               |
| Le magiche Winx (World of Winx)                 | Edicart   | 2017               |
| Buon compleanno, Winx Club!                     | Mondadori | 2019               |
| Un magico viaggio tra le stelle                 | Mondadori | 2019               |

#### Romanzi
| Titolo                                                         | Editore        | Data pubblicazione |
| -------------------------------------------------------------- | -------------- | ------------------ |
| Un'avventura fatata                                            | Giunti Editore | 2004               |
| Vacanze fatate                                                 | Fabbri Editori | 2005               |
| Una festa a Magix City                                         | Fabbri Editori | 2005               |
| I magici diciotto anni di Stella                               | Fabbri Editori | 2006               |
| Il nemico è in pericolo                                        | Fabbri Editori | 2006               |
| Sortilegio blu                                                 | Fabbri Editori | 2007               |
| La notte magica di Musa                                        | Fabbri Editori | 2007               |
| Winx Club - Il segreto del regno perduto - Il romanzo del film | Fabbri Editori | 2008               |
| La sintesi del coraggio                                        | Fabbri Editori | 2008               |
| Misteri sotto zero                                             | Fabbri Editori | 2008               |
| Fiori di Luna                                                  | Fabbri Editori | 2008               |
| Winx on Ice - La grande avventura                              | Fabbri Editori | 2008               |
| La musica è magia!                                             | Fabbri Editori | 2009               |
| Abissi incantati                                               | Fabbri Editori | 2009               |
| Love & Pet e i cuccioli stregati                               | Fabbri Editori | 2009               |
| Il potere del Believix                                         | Fabbri Editori | 2009               |
| Winx Club 3D - Magica avventura - Il romanzo del film          | Fabbri Editori | 2010               |
| Bloom - Il mio sogno di moda (Winx Fairy Couture)              | Ape Edizioni   | 2015               |

#### Romanzi illustrati
| Titolo                                                                            | Editore        | Data pubblicazione |
| --------------------------------------------------------------------------------- | -------------- | ------------------ |
| La magia delle sirene - Le Winx nel mondo sottomarino di Andros                   | Fabbri Editori | 2007               |
| Winx Club - Il segreto del regno perduto - La storia con le foto del film         | Fabbri Editori | 2007               |
| Winx on Ice - La storia dello show - Carolina e il diario magico                  | Fabbri Editori | 2008               |
| Winx Club - Il segreto del regno perduto - 1 - Bloom e la spada della verità      | RCS MediaGroup | 2008               |
| Winx Club - Il segreto del regno perduto - 2 - Il ballo del diploma               | RCS MediaGroup | 2008               |
| Winx Club - Il segreto del regno perduto - 3 - Sogni e sorprese                   | RCS MediaGroup | 2008               |
| Winx Club - Il segreto del regno perduto - 4 - Un gigante di pietra               | RCS MediaGroup | 2008               |
| Winx Club - Il segreto del regno perduto - 5 - Il libro del destino               | RCS MediaGroup | 2008               |
| Winx Club - Il segreto del regno perduto - 6 - La conquista di Alfea              | RCS MediaGroup | 2008               |
| Winx Club - Il segreto del regno perduto - 7 - Un nuovo destino per Alfea         | RCS MediaGroup | 2008               |
| Winx Club - Il segreto del regno perduto - 8 - L'albero dei portali               | RCS MediaGroup | 2008               |
| Winx Club - Il segreto del regno perduto - 9 - La profezia                        | RCS MediaGroup | 2008               |
| Winx Club - Il segreto del regno perduto - 10 - La nuova principessa di Domino    | RCS MediaGroup | 2008               |
| Un ballo per Bloom (Winx Love Series)                                             | Fabbri Editori | 2008               |
| Una sfilata per Stella (Winx Love Series)                                         | Fabbri Editori | 2008               |
| Un incantesimo per Flora (Winx Love Series)                                       | Fabbri Editori | 2008               |
| Un'invenzione per Tecna (Winx Love Series)                                        | Fabbri Editori | 2008               |
| Una canzone per Musa (Winx Love Series)                                           | Fabbri Editori | 2008               |
| Un appuntamento per Aisha (Winx Love Series)                                      | Fabbri Editori | 2008               |
| La magia delle perle - Una nuova magica avventura nel mondo sottomarino di Andros | Fabbri Editori | 2009               |
| I colori del cuore (Winx Friendship Series)                                       | Fabbri Editori | 2009               |
| Amiche come prima (Winx Friendship Series)                                        | Fabbri Editori | 2009               |
| L'amicizia è una magia! (Winx Friendship Series)                                  | Fabbri Editori | 2009               |
| Segreti rubati (Winx Friendship Series)                                           | Fabbri Editori | 2009               |
| Il cuore non mente mai (Winx Friendship Series)                                   | Fabbri Editori | 2009               |
| A lezione di buone maniere (Winx Friendship Series)                               | Fabbri Editori | 2009               |
| Nuovi amici da coccolare (Winx Love & Pet Series)                                 | Fabbri Editori | 2009               |
| Un cucciolo tra noi (Winx Love & Pet Series)                                      | Fabbri Editori | 2009               |
| Tenerezze a quattro zampe (Winx Love & Pet Series)                                | Fabbri Editori | 2009               |
| Un trucco per amore (Winx Love & Pet Series)                                      | Fabbri Editori | 2009               |
| Safari fatato (Winx Love & Pet Series)                                            | Fabbri Editori | 2009               |
| Un pigolio per gli Specialisti (Winx Love & Pet Series)                           | Fabbri Editori | 2009               |
| Cuore di fata (Winx Family Series)                                                | Fabbri Editori | 2009               |
| Pace in famiglia (Winx Family Series)                                             | Fabbri Editori | 2009               |
| Sorelle, magiche sorelle! (Winx Family Series)                                    | Fabbri Editori | 2009               |
| Ritorno a casa (Winx Family Series)                                               | Fabbri Editori | 2009               |
| Winx Club 3D - Magica Avventura - La storia con le foto del film                  | Fabbri Editori | 2010               |
| La magia… dell'amicizia! (Winx Magic Series)                                      | Edicart        | 2013               |
| Una carriera nella moda (Winx Magic Series)                                       | Edicart        | 2013               |
| La magia della natura (Winx Magic Series)                                         | Edicart        | 2013               |
| La chiave dell'armonia (Winx Magic Series)                                        | Edicart        | 2013               |
| Una missione per due (Winx Adventure Series)                                      | Edicart        | 2014               |
| Il concerto di primavera (Winx Adventure Series)                                  | Edicart        | 2014               |
| Tutta colpa dello shopping! (Winx Adventure Series)                               | Edicart        | 2014               |
| Una corona per due reginette (Winx Adventure Series)                              | Edicart        | 2014               |
| La magia della fata ballerina (Winx Girl Series)                                  | Edicart        | 2015               |
| Una gara all'ultimo dolce (Winx Girl Series)                                      | Edicart        | 2015               |
| La magica biblioteca d Eldora (Winx Girl Series)                                  | Edicart        | 2016               |
| Alla ricerca del gioiello fatato (Winx Girl Series)                               | Edicart        | 2016               |
| Una missione per le Winx (World of Winx)                                          | Edicart        | 2017               |
| La magia del Dreamix (World of Winx)                                              | Edicart        | 2017               |

### Home video
La serie animata è stata raccolta in una collezione di DVD, distribuiti in Italia a partire dal marzo 2004 al 2006 dalla Mondo Home Entertainment; l'edizione includeva la prima e la seconda stagione. Con l'uscita della terza e della quarta stagione, sono uscite anche in VHS, ad opera di 01 Distribution, che poi ha riproposto anche le prime due stagioni, stavolta soltanto in DVD. Le prime quattro stagioni sono uscite anche in edicola ad opera di Tridimensional. Dal 2013 in poi, la distribuzione della serie TV è passata a Koch Media, che dopo un'ulteriore uscita delle prime quattro stagioni in edizione cofanetto, si è dedicata alla distribuzione in edizione da videoteca delle restanti tre stagioni e degli speciali TV, che fino a quel momento erano usciti soltanto in edicola.
Il primo film del cartone animato è stato distribuito in formato DVD da 01 Distribution; il secondo film, invece, da Medusa Film in DVD e in BD, sia in versione regolare che in versione stereoscopica; il terzo film, infine, è stato distribuito in DVD e in BD da 01 Distribution.
L'edizione home video del cartone animato include inoltre gli show basati sul cartone animato, oltre che svariati extra esclusivi, tra cui un volume con lezioni di ballo da parte delle interpreti delle Winx e un volume di clip video musicali dedicati ai protagonisti del cartone animato.
Il reparto DVD di Winx Club è stato ben accolto dal pubblico, infatti nel 2013 la quota di volumi venduti risale a 22 milioni in Italia e nel resto del mondo.
| Titolo                              | Descrizione                                                                                  |
| ----------------------------------- | -------------------------------------------------------------------------------------------- |
| Winx Club - Stagione 1 - Edizione 1 | edizione regolare di 6 volumi ed edizione speciale di 2 cofanetti (Mondo Home Entertainment) |
| Winx Club - Stagione 1 - Edizione 2 | edizione da edicola di 6 volumi con raccoglitore e poster (Tridimensional)                   |
| Winx Club - Stagione 1 - Edizione 3 | edizione da edicola di 6 volumi con raccoglitore e poster (Tridimensional)                   |
| Winx Club - Stagione 1 - Edizione 4 | edizione regolare di 6 volumi (01 Distribution)                                              |
| Winx Club - Stagione 1 - Edizione 5 | edizione speciale di 1 cofanetto (Koch Media)                                                |
| Winx Club - Stagione 2 - Edizione 1 | edizione regolare di 9 volumi ed edizione speciale di 3 cofanetti (Mondo Home Entertainment) |
| Winx Club - Stagione 2 - Edizione 2 | edizione da edicola di 9 volumi con raccoglitore e poster (Tridimensional)                   |
| Winx Club - Stagione 2 - Edizione 3 | edizione regolare di 6 volumi (01 Distribution)                                              |
| Winx Club - Stagione 2 - Edizione 4 | edizione speciale di 1 cofanetto (Koch Media)                                                |
| Winx Club - Stagione 3 - Edizione 1 | edizione regolare di 13 volumi ed edizione speciale di 3 cofanetti (01 Distribution)         |
| Winx Club - Stagione 3 - Edizione 2 | edizione da edicola di 10 volumi con raccoglitore e poster (Tridimensional)                  |
| Winx Club - Stagione 3 - Edizione 3 | edizione speciale di 1 cofanetto (Koch Media)                                                |
| Winx Club - Stagione 4 - Edizione 1 | edizione regolare di 8 volumi (01 Distribution)                                              |
| Winx Club - Stagione 4 - Edizione 2 | edizione da edicola di 8 volumi con raccoglitore e poster (Tridimensional)                   |
| Winx Club - Stagione 4 - Edizione 3 | edizione speciale di 1 cofanetto (Koch Media)                                                |
| Winx Club - Stagione 5 - Edizione 1 | edizione da edicola di 6 volumi con raccoglitore, poster e gadget (Tridimensional)           |
| Winx Club - Stagione 5 - Edizione 2 | edizione regolare di 6 volumi ed edizione speciale di 1 cofanetto con bonus (Koch Media)     |
| Winx Club - Stagione 6 - Edizione 1 | edizione da edicola di 6 volumi con raccoglitore, poster e gadget (Tridimensional)           |
| Winx Club - Stagione 6 - Edizione 2 | edizione speciale di 1 cofanetto (Koch Media)                                                |
| Winx Club - Stagione 7 - Edizione 1 | edizione da edicola di 6 volumi con raccoglitore, poster e gadget (Tridimensional)           |
| Winx Club - Stagione 7 - Edizione 2 | edizione speciale di 1 cofanetto (Koch Media)                                                |
| World of Winx - Stagione 1          | edizione speciale di 1 cofanetto (Koch Media)                                                |
| World of Winx - Stagione 2          | edizione speciale di 1 cofanetto (Koch Media)                                                |
| Winx Club - TV Movie - Edizione 1   | edizione da edicola di 4 volumi con raccoglitore, poster e gadget (Tridimensional)           |
| Winx Club - TV Movie - Edizione 2   | edizione regolare di 2 volumi (Koch Media)                                                   |
| Winx Club 3D - Magica avventura     | edizione regolare in 2D, edizione speciale in 3D, edizione BD in 3D con 4 paia di occhiali   |
| Winx Club - Il mistero degli abissi | edizione regolare ed edizione BD                                                             |
| Winx Power Show - Edizione 1        | edizione regolare                                                                            |
| Winx Power Show - Edizione 2        | edizione da edicola con poster                                                               |
| Balla con le Winx                   | edizione da edicola                                                                          |
| Winx on Ice                         | edizione regolare                                                                            |
| Winx Club in concerto - Edizione 1  | edizione regolare                                                                            |
| Winx Club in concerto - Edizione 2  | edizione da edicola con poster                                                               |
| Winx Star                           | edizione da edicola di 2 volumi con gadget                                                   |
| Winx Forever                        | edizione da edicola di 6 volumi con fascicolo e gadget                                       |

### Discografia
Nel corso del tempo, in Italia e in svariati paesi, sono usciti una serie di album dedicati al cartone animato, ai film e agli show.
Inoltre, nel 2006, l'etichetta discografica Epic Records pubblica 6 CD, ciascuno dedicato a una delle protagoniste del cartone animato; si tratta di sei compilation con brani musicali a tema con la protagonista del CD. Per esempio, il CD di Bloom è di genere pop, quello di Tecna dance music, quello di Musa rock, quello di Aisha hip hop. Tra gli artisti delle sei compilation si possono citare: Alexia, B*Witched, Culture Beat, Daniele Silvestri, L'Aura, L@ra, Le Vibrazioni, Lola Ponce, Lou Bega, Luca Dirisio, Marcela Morelo, Marina Rei, Massimo Di Cataldo, Paola & Chiara, Republica, Simone Cristicchi, Tatyana Ali, Teddybears, TLC.
| Titolo                                   | Descrizione                                                                   |
| ---------------------------------------- | ----------------------------------------------------------------------------- |
| Winx Club                                | edizione regolare ed edizione da edicola in allegato a TV Sorrisi e Canzoni   |
| Winx Power Show                          | edizione regolare ed edizione speciale con gadget                             |
| Canta con noi                            | CD allegato all'omonimo libro                                                 |
| Winx Club - Il segreto del regno perduto | edizione regolare, edizione da edicola, edizione online per iTunes            |
| Winx on Ice                              | edizione regolare ed edizione speciale con gadget                             |
| Winx Club in concerto                    | edizione online per iTunes                                                    |
| Winx Club - Believix                     | edizione online per iTunes                                                    |
| Canta con noi 2                          | CD allegato all'omonimo libro                                                 |
| Winx Club 3D - Magica avventura          | edizione da edicola in allegato a Donna Moderna ed edizione online per iTunes |
| Winx Club - TV Movie                     | edizione online per iTunes                                                    |
| Winx Club - Sirenix                      | edizione online per iTunes                                                    |
| Winx Club - Il mistero degli abissi      | edizione online per iTunes                                                    |
| Winx Club - Bloomix                      | edizione online per iTunes                                                    |
| Winx Club Musical Show                   | edizione regolare ed edizione online per iTunes                               |
| Winx Club - Butterflix                   | edizione online per iTunes                                                    |
| Magiche canzoni                          | CD allegato all'omonimo libro                                                 |
| Le canzoni più belle                     | CD con gadget in allegato                                                     |

### Videogiochi
Dal cartone animato sono stati tratti diversi videogiochi per Microsoft Windows, PlayStation, Nintendo e Xbox, pubblicati da Konami, Bandai Namco Holdings e D3 Publisher. Nel corso del 2005, inoltre, Kinder distribuì un advergame per Microsoft Windows intitolato Winx Club - Avventura a Torrenuvola, allegato alle varie linee di merendine.
| Titolo                                  | Piattaforma                                          |
| --------------------------------------- | ---------------------------------------------------- |
| Winx Club                               | Microsoft Windows - PlayStation 2 - Game Boy Advance |
| Winx Club - Quest for the Codex         | Game Boy Advance - Nintendo DS                       |
| Winx Club - Join the Club               | PlayStation Portable                                 |
| Winx Club - Missione Enchantix          | Nintendo DS                                          |
| Winx Club - Secret Diary 2009           | Nintendo DS                                          |
| Winx Club - Dance Dance Revolution      | Nintendo Wii                                         |
| Winx Club - Il mio magico universo      | Nintendo DS                                          |
| Winx Club - Believix in You!            | Nintendo DS                                          |
| Winx Club - Rockstars                   | Nintendo DS                                          |
| Winx Club - La magica festa delle fate  | Nintendo DS                                          |
| Winx Club - Missione Alfea              | Nintendo DS - Nintendo 3DS                           |
| Winx Club - Alfea Butterflix Adventures | Xbox One                                             |

#### App
Oltre al tipo classico, sono stati realizzati anche diversi videogiochi sotto forma di app per iOS, Android e Kindle Fire, pubblicati da: Celestial Digital Entertainment, Melazeta, Budge Studios, Apps Ministry e Tsumanga Studios.
| Titolo                                  | Dispositivo                 |
| --------------------------------------- | --------------------------- |
| Winx Club - Love & Pet                  | iOS                         |
| Winx Club - Puzzle Pets                 | iOS                         |
| Winx Club - Winx Party                  | iOS - Android               |
| Winx Club - Winx Card Game              | iOS                         |
| Winx Club - Winx Sirenix Power          | iOS - Android - Kindle Fire |
| Winx Club - Winx Sirenix Magic Oceans   | iOS - Android - Kindle Fire |
| Winx Club - Rocks the World             | iOS - Android - Kindle Fire |
| Winx Club - Winx Fairy School           | iOS - Android - Kindle Fire |
| Winx Club - Winx Fairy Artist           | iOS - Android               |
| Winx Club - Winx Bloomix Quest          | iOS - Android               |
| Winx Club - The Mystery of the Abyss    | iOS - Android - Kindle Fire |
| Winx Club - Winx Regal Fairy            | iOS - Android               |
| Winx Club - Mythix Fashion Wings        | iOS - Android - Kindle Fire |
| Winx Club - Alfea Butterflix Adventures | iOS - Android               |
| Winx Club - Winx Read&Play              | iOS - Android               |
| World of Winx - Selfie Me               | iOS - Android               |
| World of Winx - Dress Up                | iOS - Android               |

## Distribuzione internazionale
Winx Club è stato distribuito in 150 paesi.
| Paese         | Canale/i televisivo/i |
| ------------- | --- |
| Australia     | Nickelodeon, GO!, Network Ten |
| Belgio        | Nickelodeon, Club RTL, VT4 |
| Brasile       | Nickelodeon (1ª-7ª stag.), SBT, Boomerang (1ª-4ª stag.), Cartoon Network (1ª-3ª stag.), Discovery Kids (7ª-8ª stag.)                                                             |
| Bulgaria      | Nickelodeon, Nova TV (1ª-2ª stag.), TV7 (1ª-3ª stag.), Super 7 |
| Canada        | Nickelodeon, YTV |
| Cina          | CCTV14 |
| Colombia      | Nickelodeon, Cartoon Network, Boomerang |
| Corea del Sud | Nickelodeon, Champ TV (1ª-3ª stag.), SBS (1ª-3ª stag.), KBS (5ª stag.) |
| Croazia       | Nova TV (1ª-7ª stag.), Nickelodeon (5ª-7ª stag.), Mini TV (8ª stag.), Doma TV |
| Danimarca     | Nickelodeon |
| Filippine     | Nickelodeon, Cartoon Network, ABS-CBN, Studio 23 (3ª stag.) |
| Finlandia     | Nickelodeon, MTV3 |
| Francia       | France 3 (1ª-5ª stag.), Gulli, (6ª-7ª stag.) |
| Galles        | Nickelodeon, S4C |
| Germania      | Nickelodeon, RTL II |
| Grecia        | Nickelodeon, Alter Channel |
| Hong Kong     | TVB |
| India         | Pogo, Cartoon Network |
| Indonesia     | Nickelodeon, Lativi |
| Israele       | Nickelodeon, Kids Channel |
| Italia        | Rai 1, Rai 2, RaiSat Ragazzi, RaiSat Smash, Rai Gulp, Rai YoYo, RaiPlay, DeA Kids, Nickelodeon                                                                                   |
| Kosovo        | Omega Tv |
| Lega araba    | Nickelodeon |
| Malaysia      | Nickelodeon, Cartoon Network |
| Messico       | Nickelodeon |
| Norvegia      | Nickelodeon, NRK |
| Nuova Zelanda | Nickelodeon, Sticky TV |
| Paesi Bassi   | Nickelodeon, AVRO |
| Pakistan      | Nickelodeon, Cartoon Network, Pogo |
| Polonia       | ZigZap, Nickelodeon, teleTOON+, Cartoon Network |
| Svizzera      | Nickelodeon, TSI2 |
| Regno Unito   | Nickelodeon, Pop, GMTV |
| Rep. Ceca     | Nickelodeon, TV Prima, Barrandov |
| Romania       | Nickelodeon, TVR2, Jetix |
| Russia        | Nickelodeon, STS, Karusel, Gulli Girl |
| Serbia        | RTS 1, RTS 2, Ultra, Happy, Happy Kids, Kosava, Pink 2, Pink Kids, RTV 1, Nickelodeon, Mini Ultra, Dexy TV, Nicktoons                                                            |
| Singapore     | Nickelodeon, Okto |
| Slovacchia    | TV Markíza |
| Slovenia      | Nickelodeon, POP TV, POP OTO (5ª stag.) |
| Spagna        | Nickelodeon (spagnolo), K3 (catalano), Clan |
| Stati Uniti   | Cartoon Network, Nickelodeon, Nick Jr., TeenNick, Nicktoons, 4Kids, Jetix |
| Sudafrica     | Nickelodeon, SABC 1, Cartoon Network, Boing |
| Taiwan        | Nickelodeon, Cartoon Network |
| Thailandia    | UBC (stag. 1-3.), Channel 3 (4ª-5ª stag.) |
| Turchia       | Kanal D (1ª-4ª stag.), Star TV (1ª-4ª stag.), Smart Çocuk (1ª-4ª stag.), Show TV (3ª-5ª stag.), Nickelodeon (3ª-7ª stag.), Disney Channel (5ª stag.), Planet Çocuk (6ª-7ª stag.) |
| Ungheria      | Nickelodeon, RTL Klub, Jetix |
| Vietnam       | HTV3 (1ª-4ª stag.), Sao TV (1ª-6ª stag.), Kids TV (1ª-5ª stag.), BiBi (1ª-6ª stag.), HTVC Gia Đình (1ª-5ª stag.)                                                                 |

## Accoglienza
La trasmissione in TV di Winx Club iniziò il 28 gennaio 2004 su Rai 2 alle 17:15 del pomeriggio. Il cartone animato ottenne il 17% di share, ma soprattutto il 45% tra il pubblico di 4-14 anni. Già prima che la serie TV iniziasse in Italia, l'azienda televisiva statunitense 4Kids Entertainment l'aveva acquistata praticamente "alla cieca"; il 19 giugno 2004, negli USA, Winx Club fu trasmesso alle 11:30 del mattino su Fox Broadcasting Company, ma il successo fu tale che presto la serie animata fu promossa alle 21:30 (il cosiddetto prime time). Nell'aprile 2004 il cartone animato ottenne una nomination durante la manifestazione Cartoons on the Bay. Winx Club fu acquistato da 130 paesi in tutto il mondo; in Belgio e in Francia la serie TV raccolse il 56% di share tra il pubblico di 10-14 anni e il 38% di share tra il pubblico di 4-9 anni. Le repliche della quarta stagione, trasmesse in orario mattutino nel mese di agosto 2010 su Rai 2, ottennero il 10% di share, risultando il primo cartone animato più seguito di Rai e il quarto in assoluto, battendo in ascolti serie animate come Sailor Moon di Mediaset, trasmesso nella fascia pomeridiana.

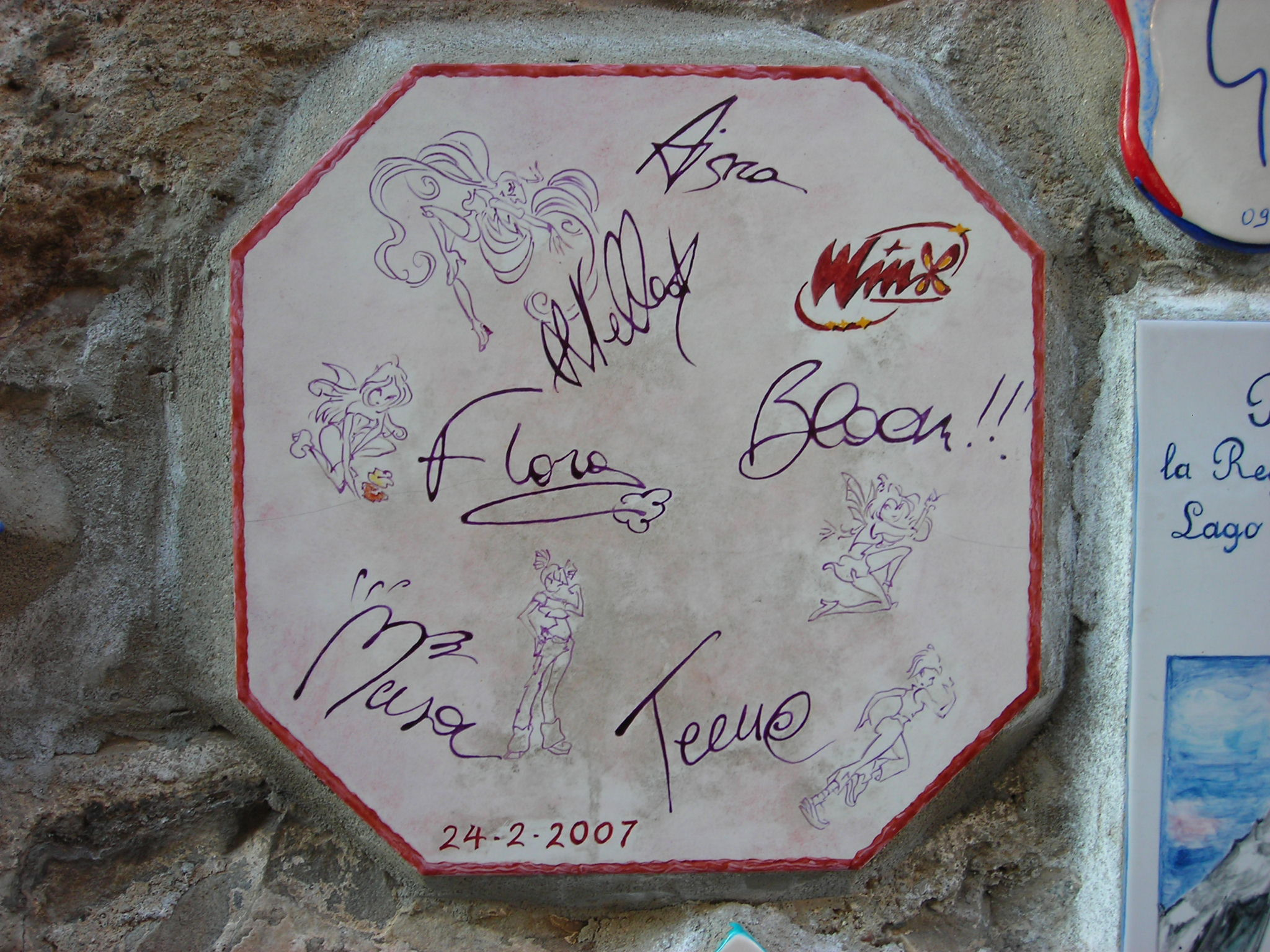
Piastrella del muretto di Alassio "autografata" dalle Winx

Ben presto, in tutto il mondo, il marchio "Winx Club" iniziò ad apparire su qualsiasi genere di articolo dedicato all'infanzia: dai libri, agli articoli per la scuola, dall'abbigliamento alle calzature. In particolare, già da gennaio 2004, Giochi Preziosi lanciò sul mercato italiano una linea di bambole dedicate ai personaggi della serie animata, in contemporanea con il debutto televisivo su Rai 2. Nel resto del mondo, la produzione dei prodotti di merchandising venne invece affidata all'azienda americana Mattel.
Intanto, brand di molteplici settori iniziano ad abbinare il proprio nome a quello delle fatine, per promuovere i propri prodotti. Nel 2006, Ferrero distribuisce delle action figure dedicate alle protagoniste della serie TV come sorpresa degli ovetti Kinder Sorpresa, mentre nel 2007 la catena di fast food McDonald's abbina, a più riprese e in svariati paesi, delle action figure delle fatine al menù Happy Meal.
Il marchio Winx Club diventa in breve tempo un vero e proprio fenomeno di costume per bambine e adolescenti. L'home page winxclub.com registra circa 3 milioni di visitatori al mese e un milione e mezzo di membri iscritti. Nell'aprile 2004, in Italia è nato un magazine dedicato al cartone animato e successivamente esportato in Europa, dove in ciascun numero è allegato un gadget firmato Winx Club; all'interno sono presenti una storia a fumetti, rubriche dedicate alle protagoniste, lettere dai fan e news sul mondo Winx Club, benché le storie raccontate nel fumetto non abbiano alcun collegamento con la trama della serie animata. È stato stimato che le Winx siano al terzo posto tra le bambole più popolari nel mondo e che il relativo merchandising superi il miliardo e mezzo di euro annui nel 2007, con oltre il 70% in più rispetto al 2006. Il tour Winx Power Show, cominciato nel 2005, registra il tutto esaurito a ciascuna data, davanti a migliaia di piccoli fan in delirio.
Le fatine sono state scelte come ambasciatrici della regione Marche e dell'Italia in generale all'Expo 2010 di Shanghai, con l'intento di favorire l'incremento dell'export delle aziende marchigiane verso la Cina; per l'evento, la Rainbow realizzò un video di 4 minuti, avvalendosi della tecnologia stereoscopica, in cui le Winx raccontano le meraviglie paesaggistiche e non solo della terra di origine. Da tale video, le Marche ne ricavarono uno spot di 70 secondi per Carosello Reloaded, in cui le fatine propongono tale regione come meta per le vacanze. Infine, Winx Club è il primo cartone animato italiano a rappresentare il made in Italy nel mondo e a essere stato esportato negli USA. Nel dicembre 2010, alla Casa del Cinema di Roma, dove si è svolta la prima edizione degli "Italian 3D Awards", il film Winx Club 3D - Magica avventura si è aggiudicato il premio di "miglior film italiano di animazione del 2010", per aver contribuito al successo e alla diffusione del cinema tridimensionale in Italia.
Nel marzo 2010, Symbola, associazione che promuove la qualità italiana e il modello di sviluppo della "soft economy", annuncia una collaborazione con Rainbow, sul tema della sostenibilità; l'idea di fondo è quella di far diventare le fatine testimonial della green economy. Nel libro intitolato "Green Economy, magie verdi per un mondo migliore", le fatine istruiscono le giovani generazioni su problemi attuali come il riciclaggio dei rifiuti e l'utilizzo di energia sostenibile ed energia alternativa per ridurre l'inquinamento. Il libro è stato presentato nel luglio 2012 a Monterubbiano.
Nel settembre 2010, Rainbow e Nickelodeon hanno iniziato a lavorare su 52 nuovi episodi della serie (la quinta e la sesta stagione). Inoltre, l'accordo ha concesso a Nickelodeon il merchandising e i diritti di trasmissione in molti territori, tra cui: Benelux, Regno Unito, Canada, Australia e Nuova Zelanda. La partnership prevede l'accesso alle prime quattro stagioni da parte di Nickelodeon. Il prestigioso network presenta il cartone animato con quattro speciali TV basati sulle prime due stagioni. La terza stagione e la quarta stagione sono in onda a partire da novembre 2011. Il traguardo è quello di far sì che il marchio Winx Club possa penetrare più a fondo nel mercato statunitense; Nickelodeon afferma di credere fortemente nel cartone animato, ritenendolo il brand femminile per eccellenza. La partnership tra Rainbow e Nickelodeon è continuata durante le stagioni successive.
Nel febbraio 2011, Viacom (il colosso americano che controlla gli studi Nickelodeon) ha acquisito una quota del 30% nella Rainbow. Questo accordo ha portato ad ulteriori collaborazioni tra gli americani di Nickelodeon e il team italiano, inclusa la serie Club 57. Lo studio cinematografico di Viacom, Paramount Pictures, ha anche ripubblicato i film di Winx Club.
Tra il 2008 e il 2012, nel parco acquatico Aquafan, si susseguono, una volta all'anno, i cosiddetti Winx Days, in cui sono presenti le Winx e gli Specialisti, durante gli "Acqua Winx" e i "Foam Party" (il primo, aquagym con la colonna sonora di Winx Club, il secondo, attrazione esclusivamente femminile, trend di Aquafan), per poi terminare con autografi e foto con i fan e l'acclamato Winx Club Show di 15 minuti.
Nel maggio 2011, il parco divertimenti MagicLand ha aperto alcune attrazioni ispirate alle Winx e ad altri cartoni animati Rainbow. Nel 2019, tutte le attrazioni Rainbow sono state sostituite, poiché la licenza è scaduta.

Francobolli italiani riportanti i volti delle Winx.

Il 31 agosto 2024 è stato emesso dal Ministero delle imprese e del made in Italy un francobollo ordinario appartenente alla serie tematica "Il Patrimonio artistico e culturale italiano" dedicato a Winx Club nel suo 20º anniversario.

### Controversie
Nel 2004, il marchio Winx è al centro di una controversia legale tra le società Rainbow e Walt Disney Company Italia, con quest'ultima a lamentare una presunta contraffazione del proprio marchio W.I.T.C.H.. La controversia si è conclusa con una decisione da parte del tribunale di Bologna, il quale ha escluso una confondibilità tra i due marchi.
Winx Club, insieme ad altri cartoni animati e giocattoli per bambini, è stato accusato di veicolare un'immagine sessista ed eccessivamente adultizzante delle bambine. Le protagoniste, tuttavia, erano già al loro debutto in medio-tarda adolescenza.
La scrittrice Loredana Lipperini nel libro Ancora dalla parte delle bambine e la semiologa Giovanna Cosenza criticano l'eccessiva magrezza delle protagoniste, il corpo "iper femminile" con bocca carnosa, punto vita strettissimo, gambe talmente lunghe e sottili da essere sproporzionate, ma soprattutto il montaggio che attira continuamente lo sguardo su punti anatomici come il seno, l'inguine e il sedere. La critica fa riferimento a un documentario di Lorella Zanardo, Il corpo delle donne, in cui si analizza la rappresentazione mediatica del corpo femminile nella televisione italiana pubblica e privata. Stevie Schmiedel, professoressa in studi di genere presso l'Università di Amburgo, critica le Winx perché propongono un'immagine femminile eccessivamente sessualizzata e non adatta all'età del pubblico di riferimento.
L'accusa di veicolare una rappresentazione distorta del genere femminile, accomuna le Winx a cartoni animati dedicati ai bambini maschi come i Gormiti.